# HMS Dreadnought (1906)
HMS Dreadnought (Корабль Его Величества «Дредноут», от англ. dreadnought [ˈdɹɛdnɔːt] — «неустрашимый») — британский линкор, своим появлением совершивший революцию в военно-морском деле, родоначальник нового подкласса линейных кораблей «дредноутного типа», названного в его честь. Шестой корабль Королевского флота, носивший это название.
«Дредноут» стал первым в мире кораблём, при постройке которого был реализован так называемый принцип «all-big-gun» («только большие пушки») — в составе его вооружения было десять 305-мм орудий и отсутствовали орудия промежуточного калибра. «Дредноут» также стал первым в мире линкором с паротурбинной силовой установкой, обеспечившей ему очень высокую по тем временам скорость в 21 узел. За счёт преимущества в скорости новый линкор мог выбирать выгодную ему дистанцию боя и благодаря большему количеству 305-мм орудий имел неоспоримые тактические преимущества перед броненосцами того времени. Вместе с тем броневая защита «Дредноута» местами была хуже, чем у заложенных до него броненосцев типа «Лорд Нельсон».
Строительство «Дредноута» стало значительным событием в кораблестроении. После появления «Дредноута» все ведущие морские державы мира начали строить линейные корабли, подобно ему имевшие основное вооружение из однокалиберных орудий. По имени своего прародителя эти корабли получили нарицательное имя «дредноуты». Гонка морских вооружений перед Первой мировой войной привела к появлению «сверхдредноутов» с вооружением из 343-мм, 356-мм и 381-мм орудий. На их фоне «Дредноут» смотрелся уже откровенно слабым, поэтому в Ютландском сражении — самом крупном в Первой мировой войне — прародитель класса находился во «второй линии» и участия в бою не принял.
Единственным боевым достижением «Дредноута» стал успешный таран германской подводной лодки «U-29», которой командовал ас-подводник Отто Веддиген, в начале войны в течение одного дня потопивший три британских броненосных крейсера: «Абукир», «Кресси», «Хог». После завершения войны устаревший «Дредноут» был выведен в резерв и вскоре разделан на металл.

## Предыстория
Создание линейного корабля «Дредноут» тесно связано с именем Джона Фишера. С 13 лет он служил на флоте, пройдя путь от самых низов до вершины британской военно-морской иерархии. С января 1862 по март 1863 года Фишер служил артиллерийским инструктором на «Экселенте» — главном артиллерийском учебном корабле британского флота. С 1867 года он служил артиллерийским офицером на кораблях британского флота, занимаясь совершенствованием минно-торпедного вооружения, разрабатывая различные устройства и руководства по их применению.

Предложенная Фишером и Уоттсом схема четырёхбашенного броненосца, 1880-е годы

Начиная с 1876 года Фишер командовал рядом кораблей Королевского флота. В январе 1881 года он вступил в командование гордостью британского флота — новейшим броненосцем «Инфлексибл». Спроектированный главным строителем флота Натаниэлем Барнаби корабль страдал от сильной качки. Для устранения этого недостатка было принято решение установить успокоитель качки, действовавший за счёт перемещения больших масс воды в специальных цистернах с борта на борт в противофазе с качкой. Работами руководил молодой корабельный инженер Филип Уоттс.
Уоттс и Фишер быстро нашли общий язык и, обсуждая перспективы флота, выдвинули идею о создании броненосца, вооружённого четырьмя двухорудийными башнями с 406-мм орудиями (в то время самые мощные корабли несли две двухорудийные башни). Расположение башен было результатом синтеза схем размещения башен «Девастейшена» и «Инфлексибла» — по одной башне располагались в оконечностях, как на «Девастейшене», и ещё две — диагонально по бортам, как на «Инфлексибле». Расчётное водоизмещение корабля должно было составить 16 000 т.
Главный конструктор флота Натаниэль Барнаби раскритиковал проект, полагая, что столь гигантский корабль был бы непомерно дорог в постройке, а его восемь орудий могли стрелять только в узком 20-градусном секторе у траверза. По представлениям того времени, делавшим ставку на таран, корабль должен был обладать возможностью ведения сильного носового огня. По оконечностям же в проекте Фишера — Уоттса могли действовать только от четырёх до шести орудий. Кроме того, скорострельность орудий того времени делала саму идею создания такого сверхдорогого корабля бессмысленной. Время для создания крупного броненосного корабля, вооружённого большим количеством однородных крупнокалиберных орудий, ещё не пришло.
В 1891 году Фишер стал контр-адмиралом, затем начальником морской артиллерии, после — третьим морским лордом — главным инспектором флота и командующим флотом в Вест-Индии. Его отличали кипучая энергия, ум, решительность, настойчивость, самодисциплина. Он обзавёлся друзьями и единомышленниками, среди них были Чарльз Мэдден, Реджинальд Бэкон, Перси Скотт, Джон Джеллико, Александр Грейси, Филип Уоттс, Артур Уилсон. Стремительная карьера и прямота способствовали и появлению лагеря противников, самым влиятельным из которых был лорд Чарльз Бересфорд — адмирал-аристократ. В 1899 году Фишер был назначен на престижный пост командующего Средиземноморским флотом.

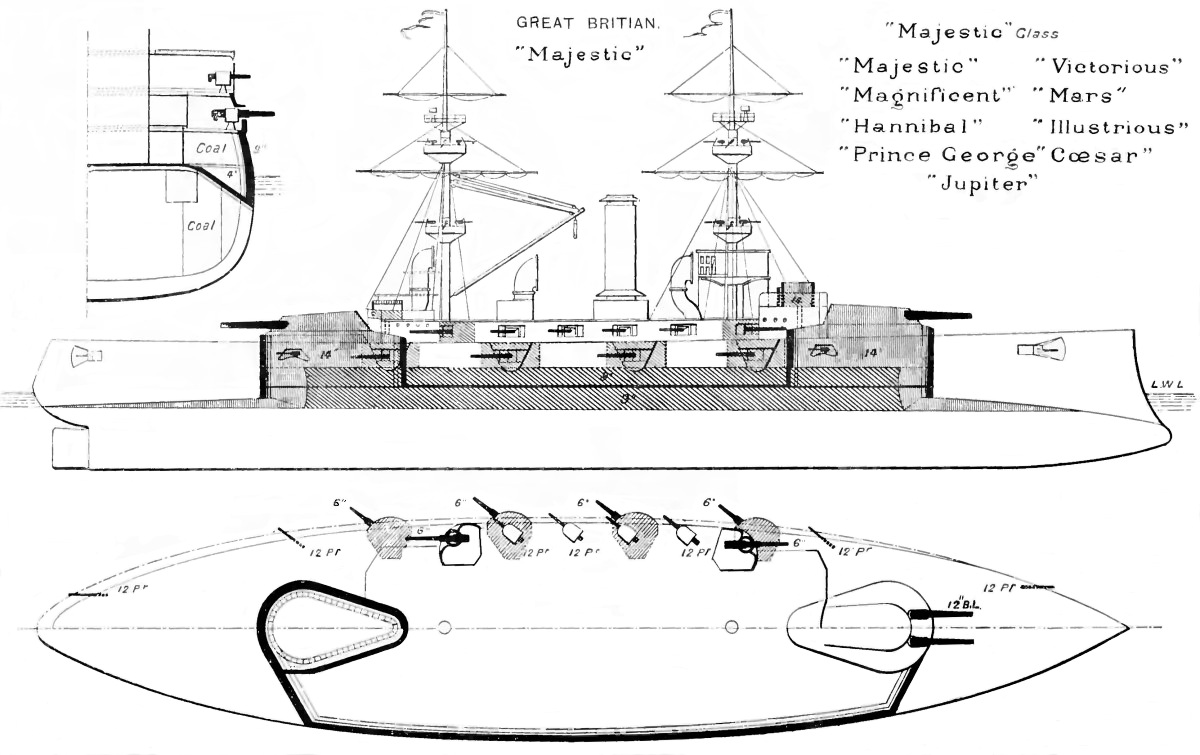
Родоначальники британского «броненосного стандарта»

Типичный британский броненосец в 1890-х годах имел вооружение из четырёх 305-мм и двенадцати 152-мм орудий. В то же время ожидаемая дистанция стрельбы в бою составляла 2000 ярдов (1800 м), поскольку система управления стрельбой была не отработана, а оптические прицелы были неэффективны. Быстрое развитие торпедного оружия привело к необходимости повысить дистанцию артиллерийского боя между броненосными кораблями противников — броненосец должен был иметь возможность артиллерийским огнём сорвать выход в торпедную атаку вражеских миноносцев. С 1898 года Средиземноморский флот начал практиковаться в стрельбе на дальние дистанции. Работы в этом направлении были продолжены во время командования Средиземноморским флотом адмиралом Фишером в 1899—1902 годах. Под его руководством средиземноморский флот отрабатывал стрельбу на дистанции в 25—30 кбт (4600—5500 м). Значительный вклад в развитие способов артиллерийской стрельбы внёс также Перси Скотт. Под его командованием крейсер 2-го ранга Средиземноморского флота «Сцилла» добился на стрельбах результата в 80 % попаданий вместо обычных 20 %. В 1902 году он повторил свой успех на крейсере «Террибль». В 1903 году Перси Скотт был назначен командовать Артиллерийской школой на острове Уэйл и пытался на научной основе разработать способы ведения огня на больших дистанциях.
С 1901 года практика стрельбы на дальние дистанции стала постоянной, и к 1903 году ожидаемая дистанция боя возросла до 3000 ярдов (2700 м). Во время экспериментальных стрельб на Средиземном море с дистанции 5000—6000 ярдов (4500—5400 м) была выработана методика наведения по всплескам. С помощью дальномера определялась начальная дистанция до цели и устанавливались первоначальные углы наведения орудия. Осуществлялся выстрел. Наблюдатель отслеживал всплеск от падавшего снаряда и вносил поправки в углы вертикального и горизонтального наведения орудий. Наблюдатель должен был находиться как можно выше — сначала его размещали на самом верху надстройки, затем на фор-марсе. Требовалась передача данных от корректировщика к орудиям, поэтому без специально разработанной системы огонь вёлся достаточно медленно. В сентябре 1903 года Совет Адмиралтейства санкционировал экспериментальные стрельбы, проведённые на броненосцах «Венерабл» на Средиземноморском флоте и «Викториес» на флоте Канала. Совместный доклад обеих комиссий был предоставлен в мае 1904 года. Комиссии по ряду вопросов не смогли прийти к общему мнению, но сошлись на том, что при корректировке огня по всплескам и наличии соответствующей системы управления стрельбой эффективная стрельба может вестись на дистанциях до 8000 ярдов (7200 м). Комиссия на «Венерабле» сделала вывод о том, что наведение возможно только при централизованном ведении огня. Все орудия должны были наводиться и проводить выстрел одновременно, а не индивидуально, как было до этого.
Однозначным выводом было то, что на дальней дистанции 152-мм орудия становились неэффективными, так как не могли пробить броню броненосца противника. Также они создавали помехи при корректировке огня, так как всплески от 152-мм снарядов перемешивались со всплесками от снарядов главного калибра. Первоначальным решением было увеличить калибр вспомогательной артиллерии. Наиболее радикальным решением виделся отказ от вспомогательной артиллерии в пользу единого главного калибра. При проектировании броненосцев типа «Лорд Нельсон» рассматривался ряд вариантов с единым вооружением из двенадцати и даже шестнадцати 254-мм орудий. Конструктор Нарбет предложил за счёт небольшого увеличения водоизмещения установить на новом корабле двенадцать 305-мм орудий. Но на установку единого калибра на новом броненосце не решились, и на «Лорд Нельсоне» ограничились увеличением калибра вспомогательной артиллерии до 234-мм.
К началу XX века основной тактикой применения броненосцев считался линейный бой. Броненосцы выстраивались в линию и двигались параллельным курсом относительно линии броненосцев противника, обстреливая корабли, находящиеся напротив. Важным тактическим преимуществом ряд флотоводцев считали возможность «поставить палочку над Т» — обогнать колонну противника и выйти курсом ей наперерез. При этом полный бортовой огонь своих кораблей будет сконцентрирован на головном корабле противника, который сможет отвечать только из своих носовых орудий. Так как на головном корабле, как правило, находится командующий эскадрой, быстрое выведение его из строя могло привести остальные корабли в замешательство и обеспечить выигрыш боя. При росте дистанции стрельбы осуществить эту тактику было сложнее, так как более медленная эскадра могла отвернуть в сторону. Тем не менее, Фишер продолжал считать преимущество в скорости важным, поскольку высокая скорость позволяла держать выгодную дистанцию боя, на которой реализовывалось преимущество залповой стрельбы главным калибром, когда противник не мог применить вспомогательную артиллерию.

Схема идеального линкора для ВМС Британии, предложенная Витторио Куниберти в 1903 году

Тем временем идеи постройки однокалиберного линкора высказывались и в других флотах мира. Главный конструктор итальянского флота Витторио Куниберти предложил построить линкор с единым вооружением из 305-мм орудий. Так как итальянским флотом его идеи не были поддержаны, он опубликовал в британском сборнике «Боевые корабли» Ф. Джейна за 1903 год статью «Идеальный корабль для британского флота». В ней он предлагал построить корабль водоизмещением 17 000 т со скоростью 24 узла и главным броневым поясом толщиною 305 мм. Вооружение составляли двенадцать 305-мм орудий. Две двухорудийные башни размещались в оконечностях, и ещё пара — по бортам. Остальные орудия размещались в бортовых одноорудийных башнях. Статья вызвала бурную дискуссию среди британских офицеров. Но несмотря на то, что проект воплощал идеи Фишера о быстроходном и хорошо вооружённом корабле, он был признан слишком экстравагантным, а его критика, возможно, повлекла за собой отказ Адмиралтейства от применения единого калибра на «Лорде Нельсоне».
В США ещё в марте 1902 года в журнале военно-морского института «Proceedings» был опубликован проект лейтенанта Мэтта Х. Сигнора. В нём предлагалось вооружение из двух трёхорудийных 305-мм башен и двух бортовых трёхорудийных 254-мм. При обсуждении проекта эксперт флота по артиллерии профессор П. Р. Элджер предложил вместо трёхорудийных башен разнородного калибра использовать четыре двухорудийных 305-мм башни, что стало одним из первых предложений корабля «all big gun» (рус. только большие пушки). Большую роль в развитии флота играл американский президент Рузвельт. На ежегодной конференции в Ньюпорте летом 1903 года был рассмотрен проект лейтенант-коммандера Х. С. Поундстоуна с гексагональным расположением шести двухорудийных 280-мм башен. На проведённых военно-морских играх этот корабль имел превосходство над тремя броненосцами существующего типа. На конференции был сделан вывод о необходимости постройки корабля с единым главным калибром, но не был определён сам калибр — 280-мм или 305-мм. В конечном счёте, при поддержке энтузиаста артиллерийского дела лейтенант-коммандера У. С. Симса, американского президента Рузвельта убедили выбрать для нового проекта американского линкора типа «Саут Кэролайна» единый калибр из 305-мм орудий. Но работы над ним шли медленно, и, хотя проектирование было начато ещё в сентябре 1904 года, закладка нового корабля была осуществлена только в 1906 году.

### Предварительные проекты
В августе 1903 года Фишер стал командующим флотом метрополии и прибыл в Портсмут. Сюда же он с Мальты пригласил Гарда, который стал главным конструктором Портсмутской верфи. Фишер поручил Гарду разработать проекты линейного корабля «Untakeable» («Неприступный») и броненосного крейсера — «Unapproachable» («Недосягаемый»). Водоизмещение обоих кораблей было одинаковым — 15 900 т. Линейный корабль, вооружённый шестнадцатью 254-мм орудиями, должен был развивать скорость в 21 узел. Броненосный крейсер с шестнадцатью 234-мм орудиями должен был развивать скорость 25,5 узлов. 254-мм орудия были выбраны Фишером на основании аргументов А. Нобла, представленных им в 1902 году. Новые 254-мм орудия обладали хорошей бронепробиваемостью и отличной скорострельностью, при этом будучи легче 305-мм орудий. Поэтому их можно было разместить либо на кораблях с меньшим водоизмещением, либо с тем же водоизмещением, увеличив количество орудий в сравнении с количеством 305-мм орудий.
| Проект HMS «Untakeable», октябрь 1904 года | Проект HMS «Untakeable», октябрь 1904 года | Проект HMS «Untakeable», октябрь 1904 года |
|                                            | Вариант «A»                                | Вариант «B»                                |
| ------------------------------------------ | ------------------------------------------ | ------------------------------------------ |
| Водоизмещение, дл. тонн                    | 16 000                                     | 16 000                                     |
| Скорость, узлы                             | 21                                         | 21                                         |
| Мощность паромашинной установки, л. с.     | 30 000                                     | 30 000                                     |
| Вооружение                                 | 8 × 2 — 254-мм                             | 4 × 2 — 305 мм                             |
| Бронирование, мм                           |                                            |                                            |
| главный пояс                               | 254                                        | 305                                        |
| верхний пояс                               | 178                                        | 228,6                                      |
| барбеты                                    | 254                                        | 305                                        |
| палубы                                     | 25,4—51                                    | 25,4—51                                    |

Эскизные проекты были переданы людям из ближайшего окружения Фишера. Наибольшую критику вызвал выбор главного калибра. Бэкон, Медден и Джонсон высказались в пользу 305-мм орудий для обоих кораблей. Аргументы Бэкона сводились к тому, что на большой дальности скорострельность не играет роли, поскольку для корректирования стрельбы по всплескам всё равно требовалось дождаться падения снаряда. Таким образом, решающую роль играет не скорострельность, а могущество снарядов, которое у 305-мм снаряда будет большим за счёт большей массы. Под давлением этих аргументов Фишер задумался о выборе 305-мм орудий, после чего поручил Гарду проработать альтернативный вариант «B» с 305-мм орудиями. В октябре 1904 года, при вступлении Фишера в должность Первого лорда Адмиралтейства, он представил кабинету министров обширную программу реформирования флота и проекты броненосного крейсера и линкоров «A» и «B». Оба варианта линкора несли вооружение в двухорудийных башнях. По одной башне находились в носовой и кормовой оконечностях, остальные — побортно.
Главным камнем преткновения на этом этапе был выбор орудий главного калибра. Фишер и Уоттс первоначально склонялись к выбору 254-мм орудий. В конечном итоге на заседании Совета флота в декабре 1904 года было принято решение о выборе калибра в 305 мм и для линкора, и для крейсера. Учитывая давнюю идею Фишера, заключавшуюся в том, что быстроходный хорошо вооружённый крейсер вытеснит во флоте будущего линкор, установка на крейсер унифицированного с линкором орудия, возможно, была решающим для него аргументом. Кроме того, важную роль сыграли итоги боя в Жёлтом море. По его результатам стрельба 254-мм орудий на дальней дистанции была признана недостаточно эффективной.
По приказу Фишера Отделу главного строителя в октябре 1904 года было поручено разработать ряд проектов линкоров с 305-мм орудиями. Точного тактико-технического задания не выдвигалось, поэтому были произведены общие расчёты четырёх вариантов с вооружением из восьми и двенадцати 305-мм орудий, с поршневыми машинами и 20—21-узловой скоростью. В конце ноября ответственный за расчёты помощник главного строителя Джон Нарбет представил их Фишеру с комментарием, что эффективность силовой установки необходимо повысить на 10 %. Поэтому следующие три проекта, все с восемью и двенадцатью 305-мм орудиями, были рассмотрены в вариантах с поршневыми и турбинными установками.
| Варианты быстроходного линкора, 26 ноября 1904 года | Варианты быстроходного линкора, 26 ноября 1904 года | Варианты быстроходного линкора, 26 ноября 1904 года | Варианты быстроходного линкора, 26 ноября 1904 года |
|                                                     | А                                                   | В                                                   | С                                                   |
| --------------------------------------------------- | --------------------------------------------------- | --------------------------------------------------- | --------------------------------------------------- |
| Длина × ширина, м                                   | 140,2 × 24,8                                        | 130 × 25,1                                          | 125 × 25,3                                          |
| Водоизмещение, длинных тонн                         |                                                     |                                                     |                                                     |
| с паровой машиной                                   | 16 500                                              | 15 750                                              | 15 000                                              |
| с турбинами                                         | 16 000                                              | 15 350                                              | 14 700                                              |
| Скорость, узлы                                      | 21                                                  | 20                                                  | 19                                                  |
| Вооружение                                          | 4 × 2 — 305-мм                                      | 4 × 2 — 305-мм                                      | 4 × 2 — 305-мм                                      |
| Схема                                               | Предполагаемый внешний вид варианта А               | Предполагаемый внешний вид варианта В               | Предполагаемый внешний вид варианта С               |

### Комитет по проектированию и проект «Дредноута»
С подачи Фишера и для облегчения продвижения его идей Совет Адмиралтейства 6 декабря 1904 года учредил особый комитет по проектированию (англ. Committee on Designs). По замыслу Фишера, коллегиальное решение приглашённых в комитет авторитетных специалистов должно было уменьшить неизбежный шквал критики и трудности с продвижением проектов новых кораблей. Тем не менее, для облегчения задачи Фишер постарался включить в состав комитета своих сторонников и единомышленников. К 22 декабря 1904 года был утверждён состав комитета, в который вошли:
- сам Джон Фишер в качестве председателя;
- контр-адмирал Луи Баттенберг (начальник разведки флота);
- контр-адмирал-инженер Джон Дарнстон (главный инженер-механик флота);
- контр-адмирал Альфред Уинслоу (начальник торпедных сил флота);
- кэптен Генри Джексон (инспектор флота);
- кэптен Джон Джеллико (главный артиллерист флота[прим. 1]);
- кэптен Чарльз Мэдден (заместитель инспектора);
- кэптен Реджинальд Бэкон (помощник первого морского лорда);
- Филип Уоттс (главный строитель флота);
- лорд Кельвин;
- профессор Байлс (учёный-кораблестроитель, университет Глазго);
- Джон Торникрофт (англ. John Isaac Thornycroft), директор и владелец одноимённой судостроительной компании;
- Александр Грейси (директор судостроительной компании «Фэрфилд»);
- Эдмунд Фруд (начальник экспериментальной базы Адмиралтейства);
- Уильям Гард (главный конструктор);
- Уилфри Гендерсон (секретарь комитета);
- Генри Митчелл (помощник конструктора и секретаря комитета)[17].

По мнению историка Парсонса, Джон Фишер, выполняя роль председателя, официально не входил в состав комитета. Джон Нарбет формально не входил в комитет, но занимался разработкой эскизных проектов. В задачи комитета входила выработка тактико-технических заданий на новые корабли — линкоры, крейсера, эсминцы и подводные лодки. Формально решения комитета имели рекомендательный характер, и за проект официально отвечал главный строитель флота Филип Уоттс. На деле мнение комитета, формировавшееся под управлением Фишера, воспринималось главным строителем как руководство к действию.
Первое заседание комитета состоялось 3 января 1905 года. Фишер огласил решение Совета флота, в котором было сказано, что будущий линкор должен иметь 21-узловую скорость и вооружение из 305-мм орудий. Количество орудий главного и противоминного калибра должно было быть как можно большим. Линкор должен был свободно помещаться в доках основных баз флота — Портсмута, Девенпорта, Гибралтара и Мальты.
| Эскизные проекты «Дредноута»                        | Эскизные проекты «Дредноута»                          | Эскизные проекты «Дредноута»                          | Эскизные проекты «Дредноута»                          | Эскизные проекты «Дредноута»                          | Эскизные проекты «Дредноута»                          | Эскизные проекты «Дредноута»                          |                    |
| Проект                                              | E                                                     | F                                                     | G                                                     | D                                                     | D1                                                    | D2                                                    |                    |
| --------------------------------------------------- | ----------------------------------------------------- | ----------------------------------------------------- | ----------------------------------------------------- | ----------------------------------------------------- | ----------------------------------------------------- | ----------------------------------------------------- | ------------------ |
| Дата проекта                                        | 4 января 1905 года                                    | 4 января 1905 года                                    | 4 января 1905 года                                    | 4 января 1905 года                                    | 4 января 1905 года                                    | 4 января 1905 года                                    | 4 января 1905 года |
| Длина (между перпендикулярами) × ширина × осадка, м | 167,6 × 25,9 × 8,2                                    | 161,5 × 25 × 7,9                                      | 167,6 × 25,9 × 8,2                                    | 158,4 × 25,6 × 8,2                                    | 152,4 × 25,3 × 8,2                                    | 152,4 × 25,3 × 8,2                                    |                    |
| Тип и мощность ЭУ, л. с.                            | ПМ 27 500                                             | ПМ 25 000                                             | ПМ 27 500                                             | ПМ 23 500                                             | ПТ 23 000                                             | ПТ 23 000                                             |                    |
| Максимальная скорость, узлы                         | 21                                                    | 21                                                    | 21                                                    | 21                                                    | 21                                                    | 21                                                    |                    |
| Бронирование                                        | Как у «Лорда Нельсона» — пояс, башни и барбеты 305 мм | Как у «Лорда Нельсона» — пояс, башни и барбеты 305 мм | Как у «Лорда Нельсона» — пояс, башни и барбеты 305 мм | Как у «Лорда Нельсона» — пояс, башни и барбеты 305 мм | Как у «Лорда Нельсона» — пояс, башни и барбеты 305 мм | Как у «Лорда Нельсона» — пояс, башни и барбеты 305 мм |                    |
| Вооружение, ГК                                      | 12 × 305 мм                                           | 10 × 305 мм                                           | 12 × 305 мм                                           | 12 × 305 мм                                           | 12 × 305 мм                                           | 12 × 305 мм                                           |                    |
| Вспомогательный калибр                              | 16 × 102 мм                                           | 16 × 102 мм                                           | 16 × 102 мм                                           | 35 × (76 мм и 47 мм)                                  | 35 × (76 мм и 47 мм)                                  | 35 × (76 мм и 47 мм)                                  |                    |
| Торпедные аппараты                                  | 6                                                     | 6                                                     | 6                                                     | 5                                                     | 5                                                     | 5                                                     |                    |
| Статьи весовой нагрузки, длинных тонн               |                                                       |                                                       |                                                       |                                                       |                                                       |                                                       |                    |
| Корпус                                              | 6540                                                  | 6100                                                  | 6540                                                  | 6450                                                  | 6250                                                  | 6250                                                  |                    |
| Оборудование                                        | 600                                                   | 600                                                   | 600                                                   | 600                                                   | 575                                                   | 575                                                   |                    |
| Вооружение                                          | 3860                                                  | 3280                                                  | 3860                                                  | 3775                                                  | 3775                                                  | 3775                                                  |                    |
| Энергетическая установка                            | 2500                                                  | 2300                                                  | 2500                                                  | 2200                                                  | 1700                                                  | 1700                                                  |                    |
| Бронирование                                        | 6400                                                  | 5620                                                  | 6400                                                  | 4875                                                  | 4700                                                  | 4700                                                  |                    |
| Уголь                                               | 900                                                   | 900                                                   | 900                                                   | 900                                                   | 900                                                   | 900                                                   |                    |
| Запас водоизмещения                                 | 200                                                   | 200                                                   | 200                                                   | 200                                                   | 100                                                   | 100                                                   |                    |
| Проектное водоизмещение                             | 21 000                                                | 19 000                                                | 21 000                                                | 19 000                                                | 18 000                                                | 18 000                                                |                    |
| Схема                                               |                                                       |                                                       |                                                       |                                                       |                                                       |                                                       |                    |

На совещании были рассмотрены варианты «E» и «F» Фишера и Гарда с линейно-возвышенным расположением башен в оконечностях. В варианте «E» по три башни располагалось в носу и корме, в варианте «F» — три в носу и две в корме. Проекты наиболее полно удовлетворяли требованиям Фишера и адмирала Артура Уилсона — максимальный бортовой и сильный продольный огонь. Проекты встретили возражение Джона Джеллико, который предположил, что работоспособность нижних башен будет под вопросом из-за возможного влияния дульных газов от возвышенных башен при выстреле. К тому же было высказано опасение, что в результате одного удачного попадания могут быть выведены из строя сразу 2—3 башни, и проекты были отвергнуты.
На следующий день был рассмотрен ещё один проект, представленный Фишером и Гардом, — под литерой «G». В нём шесть двухорудийных башен были расположены двумя группами в носу и корме. Башни располагались на одном уровне, одна впереди и две ближе к центру корабля побортно. Проект также не вызвал энтузиазма, так как, кроме риска вывода из строя всей группы башен одним снарядом, для размещения погребов боезапаса бортовых башен линкор должен был иметь слишком полные обводы в носовой и кормовой оконечностях.
Следующими был рассмотрен ряд вариантов под общей литерой «D», разработанных Нарбетом на основе его предложения 1903 года по проекту «Лорда Нельсона». Во всех вариантах вооружение состояло из шести двухорудийных башен с 305-мм орудиями. Вариант «D» был с поршневыми машинами. По одной башне находилось в носу и корме. И две пары башен располагались побортно в середине корпуса. Вариант «D2» представлял собой вариант «D» с турбинной установкой. Вариант «D1» был аналогичен варианту «D2», но бортовые башни в нём располагались ближе к центру корабля. Все варианты обеспечивали бортовой огонь из восьми орудий и продольный из шести.
Варианты в целом получили положительную оценку, но для экономии веса было предложено заменить кормовую пару бортовых башен одной в диаметральной плоскости, с размещением её между машинными и котельными отделениями. Проект получил литеру «H» и был рассмотрен 13 января 1905 года. Расположение башен главного калибра было одобрено, и комитет сосредоточился на выборе энергетической установки. 18 января были рассмотрены расчёты по двум вариантам проекта «H» — с поршневой и турбинной машинной установкой. На тот момент в британском флоте ещё не было опыта использования турбинной установки на крупном корабле, поэтому несмотря на экономию около 1100 т водоизмещения выбрать турбинную установку не решались. Только после заверения изобретателя турбин сэра Чарлза Парсонса в том, что он будет помогать при разработке детального технического проекта силовой установки, для проекта линкора окончательно были выбраны турбины. По данным Виноградова, турбины были выбраны только на совещании 25 января.
| Варианты проекта «H», рассмотренные 18 января 1905 года | Варианты проекта «H», рассмотренные 18 января 1905 года | Варианты проекта «H», рассмотренные 18 января 1905 года |
|                                                         | с турбинами                                             | с паровыми машинами                                     |
| ------------------------------------------------------- | ------------------------------------------------------- | ------------------------------------------------------- |
| Длина (между перпендикулярами) × ширина, м              | 149,4 × 25,3                                            | 152,4 × 25,6                                            |
| Силовая установка, л. с.                                | ПТ 23 000                                               | ПМ 23 500                                               |
| Скорость, узлы                                          | 21                                                      | 21                                                      |
| Вооружение ГК                                           | 10 × 305-мм                                             | 10 × 305-мм                                             |
| Вспомогательный калибр                                  | 14 × 102-мм                                             | 14 × 102-мм                                             |
| Бронирование, мм                                        |                                                         |                                                         |
| Главный пояс                                            | 305                                                     | 305                                                     |
| Траверзы                                                | 203                                                     | 203                                                     |
| Барбеты                                                 | 305                                                     | 305                                                     |
| Башни стенки / крыша                                    | 305 / 76                                                | 305 / 76                                                |
| Боевая рубка                                            | 305                                                     | 305                                                     |
| Статьи весовой нагрузки, длинных тонн                   |                                                         |                                                         |
| Корпус                                                  | 6150                                                    | 6350                                                    |
| Вооружение                                              | 3300                                                    | 3300                                                    |
| ЭУ                                                      | 1700                                                    | 2400                                                    |
| Бронирование                                            | 5000                                                    | 5200                                                    |
| Запасы                                                  | 600                                                     | 600                                                     |
| Уголь                                                   | 900                                                     | 900                                                     |
| Запас водоизмещения                                     | 100                                                     | 100                                                     |
| Проектное нормальное водоизмещение                      | 17 750                                                  | 18 850                                                  |
| Схема                                                   |                                                         |                                                         |

На заседаниях с 25 января по 21 февраля рассматривались детали проекта. Так, были рассмотрены выбор и размещение элементов энергетической установки, выбор количества винтов. Предлагались варианты трёх-, четырёх-, пяти- и даже шестивинтовой, но остановились на четырёхвинтовом.
Также на заседаниях ряда подкомитетов были уточнены прочие требования. Русско-японская война показала важность противоторпедной защиты, поэтому было предложено за счёт уменьшения толщины пояса с 305 до 279 мм установить в подводной части корпуса в районе погребов противоторпедные экраны. В подкомитете с участием Джексона, Джеллико и Меддона было предложено установить трёхногую мачту и использовать её как опору для шлюпочного крана-деррика. В результате мачта была расположена за дымовой трубой, что впоследствии привело к задымлению расположенного на фор-марсе корректировочного поста.
23 января было утверждено деление корпуса в подводной части на как можно большее количество водонепроницаемых отсеков. При этом исключались продольные переходы ниже главной броневой палубы и минимизировались отверстия в поперечных переборках для паропроводов и кабелей. Каждый сформированный водонепроницаемый отсек должен был быть оснащён собственной системой вентиляции и водооткачивающими помпами.
23 января был сделан выбор в пользу 76-мм орудий, на котором настаивало Адмиралтейство. По сравнению со 102-мм орудиями их можно было разместить больше, и они были более скорострельными. Все предварительные проекты, кроме «H», имели клиперскую форму носовой части. Но по настоянию Фишера финальный проект получил носовую часть со штевнем, внешне напоминающим таран.
Комитет рекомендовал заменить в проекте «Лорда Нельсона» 234-мм орудия на 305-мм и построить «Дредноут» в кратчайшие сроки, чтобы как можно быстрее провести его испытания. До завершения испытаний «Дредноута» и подтверждения эффективности нововведений было рекомендовано не приступать к строительству новых линкоров.

## Конструкция

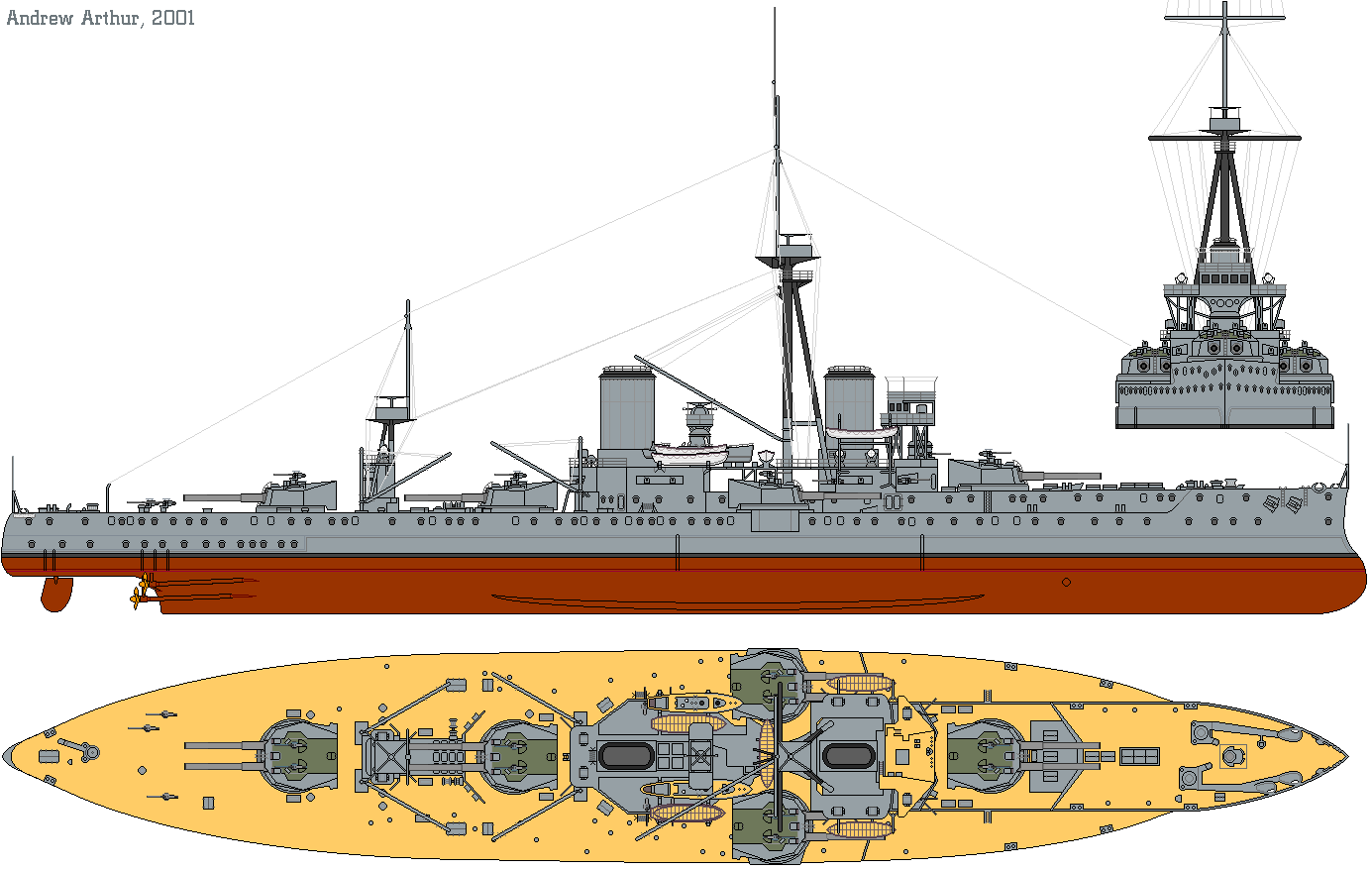

### Корпус
| Статьи весовой нагрузки для нормального водоизмещения | Статьи весовой нагрузки для нормального водоизмещения | Статьи весовой нагрузки для нормального водоизмещения | Статьи весовой нагрузки для нормального водоизмещения | Статьи весовой нагрузки для нормального водоизмещения |
|                                                       | проектное 12 мая 1905                                 | фактическое август 1906                               | фактическое июнь 1907                                 | фактическое ноябрь 1907                               |
| ----------------------------------------------------- | ----------------------------------------------------- | ----------------------------------------------------- | ----------------------------------------------------- | ----------------------------------------------------- |
| Корпус                                                | 6100                                                  | 6215                                                  | 6400                                                  | 6400                                                  |
| Оборудование и запасы                                 | 650                                                   | 641                                                   | 648,7                                                 | 671,2                                                 |
| Вооружение                                            | 3100                                                  | 3140                                                  | 3102                                                  | 3105                                                  |
| Энергетическая установка                              | 1990                                                  | 2035                                                  | 1980                                                  | 2147                                                  |
| Инженерные запасы                                     | 60                                                    | 60                                                    |                                                       |                                                       |
| Бронирование                                          | 5000                                                  | 5129                                                  | 5160                                                  | 5160                                                  |
| Уголь                                                 | 900                                                   | 900                                                   | 900                                                   | 900                                                   |
| Запас водоизмещения                                   | 100                                                   |                                                       |                                                       |                                                       |
| ИТОГО                                                 | 17 900                                                | 18 120                                                | 18 190,7                                              | 18 383,2                                              |

Продольный разрез линкора «Дредноут»
ОП — отсек пароконденсаторов и вспомогательного оборудования; МО — машинное отделение; КО — котельное отделение; ВП — водонепроницаемая переборка; ВШ — водонепроницаемый шпангоут
1 — кормовое шпилевое устройство; 2,4 — погреба боевых частей торпед; 3 — кубрики матросов; 5 — кормовой артиллерийский корректировочный пост; 6 — шахты системы вентиляции машинного отделения; 7 — шахты системы вентиляции котельного отделения; 8 — кормовая боевая рубка; 9 — адмиральская рубка; 10 — носовой артиллерийский корректировочный пост; 11 — штурманская рубка; 12 — ходовая рубка; 13 — носовая боевая рубка; 14 — каюты офицеров; 15 — спасательный лаз; 16 — вентиляционные шахты; 17 — носовой шпиль; 18 — дифферентная цистерна; 19 — привод носового шпиля; 20 — отсек носовых траверзных ТА; 21 — зарядный погреб ГК; 22 — снарядный погреб ГК; 23 — система подъёма шлака из котельных отделений; 24 — запас пресной воды для котлов; 25 — угольный бункер; 26 — шлюзы для подачи угля из угольных ям; 27 — лифт; 28 — запас нефти; 29 — запас резервной воды; 30 — кормовые траверзные ТА; 31 — запас питьевой воды; 32 — кормовой ТА

Для достижения высокой для линкора скорости в 21 узел корпусу «Дредноута» была придана принципиально новая форма. Обводы в носу были сильно заужены, а мидель имел практически прямоугольную форму и смещён дальше в корму. Развал нижней части кормовых шпангоутов обеспечил безвихревое обтекание сбегающего потока. Такая форма корпуса была разработана под руководством Дж. Норбета. В опытовом бассейне была испытана натурная модель, показавшая, что для достижения 21 узла будет достаточно мощности в 23 000 л. с. Тем не менее, директор опытового бассейна Адмиралтейства Эдмунд Фруд, не доверяя этим данным, организовал испытания ещё пяти моделей классической формы. Испытания показали, что потребная мощность составляет 28 000 л. с. После опытов с седьмой моделью Фруд одобрил новую форму корпуса, позволившую сэкономить 5000 л. с., после чего в Адмиралтейство были отосланы кривые «скорость/мощность». Эта экономия мощности позволила отказаться от одного ряда котлов, сократить длину корпуса на 8 м и водоизмещение на 1500 т.
1 — уголок 89×76 мм толщиной 5 мм;
2 — уголок 102×102 мм толщиной 8,25 мм;
3 — уголок 89×89 мм толщиной 6,35 мм;
6 — бракета;
7 — уголок 229×89 мм толщиной 11,4 мм;
8 — покрытие верхней палубы, тик толщиной 76 мм;
9 — Z-образный профиль 152×89×76 мм
толщиной 8,9 мм;
10 — верхняя палуба;
11 — полка для укладки противоторпедной сети;
12 — бимс из уголка 229×89 мм толщиной 14,6 мм;
13 — главная палуба;
14 — внешняя обшивка;
15 — 203-мм броневая плита главного бронепояса;
16 — 279-мм броневая плита главного бронепояса, с утоньшением в подводной части до 178 мм;
17 — тиковая подкладка под броню, 63,5 мм в самом тонком месте;
18 — стальной лист 8,9 мм;
19 — стрингер из стального листа 7,62 мм;
20 — настил бункера — стальной лист 8,9 мм;
21 — скос, верхний слой, броневая сталь (нецементированный Крупп) 25,4 мм;
22 — скос, средний слой стали 19 мм;
23 — скос, нижний слой стали 25,4 мм;
Разработка конструкции корпуса велась в режиме весовой экономии. В итоге масса корпуса составила 5000 т, столько же, сколько у броненосца 1894 года «Маджестик», с нормальным водоизмещением на 3000 т меньше. Также при проектировании корпуса ввели унификацию конструктивных элементов. Это сократило их номенклатуру и ускорило заготовительные работы на стапельном этапе строительства.
Была изменена форма носовой оконечности. Решено было отказаться от таранного шпирона. Для улучшения мореходности линкор получил полубак, увеличивший высоту борта в носу до 8,54 м, а носовые шпангоуты получили значительный развал наружу. Благодаря принятым мерам «Дредноут» имел хорошую мореходность, а полубак практически не заливался на волнении.
От деления на мелкие глухие отсеки междудонного пространства под машинно-котельными отделениями отказались, поскольку оно использовалось для хранения нефти. Были использованы лёгкие флоры и бракеты, что сэкономило вес корпуса и облегчило доступ в эти отсеки при очистке.
Для увеличения живучести в бою была обеспечена высокая остойчивость, но из-за роста метацентрической высоты увеличилась бортовая качка. Положительную роль в её уменьшении играл практически прямоугольный мидель, однако этого было недостаточно. От использования цистерн — активных успокоителей качки — отказались, так как подобная система имела значительный вес и показала себя неэффективной при установке на броненосцы «Инфлексибл» и «Колоссус». Были установлены скуловые кили большой площади, занимавшие почти половину корпуса. Несмотря на принятые меры, качка всё равно была значительной.
Отказ от паровых машин делал практически невозможным маневрирование посредством включения гребных винтов «враздрай». Турбины имели максимальный КПД при более высоких оборотах, чем паровые машины. Поэтому по сравнению с броненосцами на «Дредноуте» были применены более высокооборотные винты меньшего диаметра. Дополнительно турбины заднего хода имели меньшую мощность, чем турбины переднего хода. Из-за этого тяговые свойства гребных винтов на малых скоростях были хуже, чем у броненосцев с паровыми машинами. Для смягчения этих отрицательных эффектов были установлены два параллельных балансирных руля большой площади в плоскости осей внутренних валов. Благодаря рулям большой площади «Дредноут» прекрасно управлялся на скоростях свыше 10 узлов. При перекладке руля на 15° диаметр тактической циркуляции составлял 185—190 м. Однако на малых скоростях и при движении задним ходом «Дредноут» плохо слушался руля и имел склонность к неконтролируемому вращению.
На испытаниях 10 октября 1906 года была выявлена недостаточная мощность силового привода. При перекладке руля на 35° на полном ходу рули заклинило. Баллеры рулей перегружались из-за напора набегающего потока воды. В качестве временной меры были усилены бракетные рамы кормовых шпангоутов. Тем не менее, отказы рулевого привода продолжились, что в начале 1907 года чуть не привело к аварии во время движения корабля в стеснённых водах залива Бонифацио у побережья Сицилии. В августе — ноябре 1907 года рулевой привод был заменён на более мощный, и проблемы с перекладкой руля были устранены.
Состав катеров и шлюпок «Дредноута» за годы службы значительно менялся. В начале службы линкор нёс два 14-метровых паровых полубаркаса, один 11-метровый паровой полубаркас, один 13-метровый гребной баркас, три 10-метровых гребных катера, четыре 8-метровых вельбота, по одной 10- и 9-метровой гичке, один 5-метровый ял.
Узкая и короткая надстройка, а также опасное воздействие дульных газов главного калибра значительно осложнили размещение всех положенных линкору катеров и шлюпок. Фактически единственным подходящим местом для их размещения было пространство вокруг второй трубы. Из-за нехватки места на палубе шлюпки пришлось располагать в несколько ярусов. По обе стороны от кормовой трубы были смонтированы обширные ростры. Для экономии пространства гребные шлюпки устанавливались одна в другую. В 18-вёсельный баркас устанавливался 14-вёсельный катер, а уже в него лёгкий 8-вёсельный ял.
Для работы с тяжёлыми паровыми катерами и шлюпками предназначался прикреплённый к фок-мачте 13-метровый деррик-кран. Фок-мачта ради этого была сдвинута в корму. Две шлюпки располагались по бортам у крыльев мостика. Чтобы избежать воздействия дульных газов, упорные шарниры шлюпбалок закрепили на срезах бортов. Так как основания шлюпбалок не должны были находиться в районе действия дульных газов бортовых башен, сами шлюпбалки были выполнены огромной длины, и в походном положении спасательные шлюпки поднимались на огромную высоту — до уровня ходового мостика.
Для защиты корабля на стоянке он был оборудован стальными противоторпедными сетями. В расставленном положении сети занимали ¾ длины корабля. Постановка сетей занимала 3—4 минуты. Для быстрой постановки и подъёма сетей капитаном Бэконом было разработано специальное устройство. Тросы для подъёма сетей крепились к концам выстрелов, пропускались под сетью и приходили обратно на выстрел. С помощью этого устройства можно было быстро свернуть сеть и единым рулоном уложить на полку у верхней палубы.
При выборе схемы рангоута руководствовались практическими соображениями. В первую очередь нужна была надёжная конструкция для размещения командно-дальномерного поста орудий главного калибра. Необходимо было также обеспечить проводку сигнальных фалов, бельевых реев и установку стеньги для растяжки радиоантенны. Поэтому впервые со времён броненосца 1889 года «Трафальгар» линкор получил всего одну мачту. В состав радиооборудования входили одна радиостанция Mk I и одна радиостанция ближнего радиуса действия.
| Статьи весовой нагрузки на 8 сентября 1906 года | длинные тонны | метрические тонны |
| Пустой корабль                                  | 17 012        | 17 284,2          |
| ----------------------------------------------- | ------------- | ----------------- |
| Запасы                                          | 210           | 213,4             |
| Уголь                                           | 900           | 914,4             |
| Нормальное водоизмещение                        | 18 122        | 18 412,0          |
| Запасы                                          | 186,4         | 189,4             |
| Запас пресной воды                              | 248,5         | 252,5             |
| Уголь                                           | 2100,8        | 2134,4            |
| Заряды                                          | 31,3          | 31,8              |
| Снаряды                                         | 35,1          | 35,7              |
| Шлюпки                                          | 8,6           | 8,7               |
| Экипаж                                          | 2,3           | 2,3               |
| Полное водоизмещение                            | 20 735        | 21 066,8          |
| Нефть                                           | 1120          | 1137,9            |
| Топливо для механизмов                          | 122           | 124,0             |
| Наибольшее водоизмещение                        | 21 977        | 22 328,6          |

Для несения корректировочного поста была использована трёхногая конструкция, обеспечивающая требуемые жёсткость и прочность. Расположенный на ней командно-дальномерный пост оснащался 2,7-метровым дальномером «Барр и Струд». Такой же дальномер стоял на резервном посту, размещавшемся на крыше второй (малой) боевой рубки. Оба поста соединялись переговорными трубами, телефонными и электропроводами с двумя центральными постами, расположенными ниже броневой палубы.
Хотя линкор предназначался для залповой стрельбы главным калибром, на момент вступления его в строй системы центральной наводки ещё не существовало. Каждая башня вела огонь индивидуально по данным из центрального артиллерийского поста. В 1908—1909 годах была разработана система централизованного ведения огня. В 1912—1913 годах в центральном посту были установлены специальные счётно-решающие приборы, а командно-дальномерные посты оборудовали системами центральной наводки. В это же время концевые башни были оборудованы как резервные артиллерийские командные пункты.
Трёхногая мачта показала себя надёжным и удачным решением и использовалась на всех последующих типах линейных кораблей и крейсеров. Серьёзным недостатком было расположение мачты за носовой дымовой трубой. Это было необходимо, чтобы сэкономить 60—80 т веса при использовании мачты в качестве опоры шлюпочного крана, однако приводило к практически постоянному задымлению командно-дальномерного поста. Дополнительно раскалённые газы так нагревали мачту, что подняться на марс или спуститься по проходящему внутри опоры скоб-трапу было практически невозможно. В корме была установлена небольшая тренога, на которой был установлен прожекторный мостик и размещены ноки стрел для погрузки угля.
«Дредноут» оснащался двенадцатью боевыми 36-дюймовыми (914-мм) прожекторами. Два размещались на мостике, четыре на носовой надстройке, четыре на средней надстройке и два на кормовой. Для передачи сигналов использовалась 24-дюймовая (610-мм) лампа, расположенная на платформе под фор-марсом.
В состав якорного устройства входили три 6,35-т (125 cwt) бесштоковых становых якоря, один 2,3-т (42 cwt) стоп-анкер и один 760-кг (15 cwt) верп.
Размещение кают экипажа на «Дредноуте» было изменено. Адмиральские апартаменты, салон, кают-компания и все офицерские каюты были перенесены с кормы на полубак. А каюты старшин и матросов, наоборот, перенесены в корму. Это приблизило каюты офицеров к основным боевым постам, а каюты матросов к котельно-машинным отделениям, где была занята большая часть экипажа. Считалось, что это позволит всем быстрее занимать свои посты по боевой тревоге. Но новшество было воспринято неодобрительно, и после нескольких серий линкоров на типе «Кинг Джордж V» вернулись к прежнему расположению кают.

### Бронирование

Схема бронирования линкора «Дредноут». Вертикальная броня выделена красным, горизонтальная — синим. КС — крупповская цементированная броня, KNC — крупповская нецементированная, без дополнения — судостроительная сталь. Для многослойной брони в скобках с использованием «+» даны толщины слоёв. В скобках сначала идёт внутренний слой для вертикальной брони либо нижний для горизонтальной. Все толщины даны в мм с округлением из дюймов. Для многослойной брони округление велось по слоям. К примеру, скос толщиной 2,75 дюйма это 69,85 мм, и правильно было бы округлить до 70 мм. Но так как это три слоя, то 1″+1″+0,75″ = 25 + 25 + 19 = 69 мм. С учётом того, что реально это весовые толщины, и 1 дюйм на самом деле = 40 фунтов/дюйм²=25,13 мм, толщины, получаемые при такой схеме округления, более соответствуют реальным.

Адмирал Фишер в задании разработчикам выдал директиву о том, что «бронирование будущего линкора должно быть адекватным». С учётом ограничения водоизмещения перед Филипом Уоттсом стояла проблема экономии веса, и расход веса на броневую защиту шёл по остаточному принципу. В результате защита «Дредноута» местами уступала предыдущей серии британских броненосцев.

Узел крепления брони броневым болтом. 1 — броневая плита; 2 — подкладка из тика; 3 — внешняя обшивка; 4 — резиновая прокладка; 5 — круглая резьба; 6 — броневой болт; 7 — шайба; 8 — шестиугольная шляпка броневого болта

Вертикальный броневой пояс высотой 4,06 м был набран из плит цементированной крупповской брони, простираясь на всю длину корпуса. Верхний край пояса находился на уровне средней палубы, а нижний край при нормальном водоизмещении уходил под воду на 1,52 м. Главный броневой пояс закрывал машинно-котельную установку и погреба главного калибра, занимая 60 % длины ватерлинии. Он состоял из двух уровней плит: нижний был набран из 279-мм плит, а верхний из плит 203-мм толщины. Это было ухудшением по сравнению с 305-мм главным броневым поясом «Лорда Нельсона». К тому же при полной нагрузке осадка возрастала с 8,08 м до 9,22 м, и 279-мм пояс полностью уходил под воду. В подводной части главный пояс сужался клином до 178 мм. В районе носовой башни главного калибра пояс утоньшался до 229 мм, затем продолжался в нос до самого форштевня поясом 152-мм толщины. В корме до ахтерштевня шёл 102-мм пояс. Крепление пояса к обшивке осуществлялось с помощью броневых болтов. Для экономии веса пришлось отказаться также от верхнего пояса. В этом месте находилась только обшивка из 13-мм судостроительной стали. Вертикальную броню дополнял кормовой 203-мм траверз. Он шёл от барбета кормовой башни под наклоном к главному броневому поясу.
Горизонтальное бронирование было выполнено по традиционной для британских броненосцев схеме. Верхняя броневая палуба, проходившая на уровне средней палубы, простиралась от форштевня до кормового траверза. По всей длине она изготавливалась из 18-мм мягкой судостроительной стали. Между кормовым и носовым барбетами на уровне нижней палубы шла главная броневая палуба. Она состояла из двух слоёв — 25 + 18 мм мягкой броневой стали. Центральный участок этой палубы был горизонтальным. Приблизительно в 3 м от наружного борта эта палуба опускалась скосами к нижней кромке главного броневого пояса. На скосах толщина брони была увеличена до 68 мм за счёт добавления дополнительного слоя 25-мм крупповской нецементированной брони.
В носовой оконечности от барбета носовой башни ГК до форштевня шла 38-мм палуба, состоявшая из двух слоёв мягкой стали по 19 мм. В корме шла 51-мм палуба, состоявшая из двух слоёв по 25,4 мм. Над рулевыми механизмами эта палуба имела подъём горизонтального участка и 76-мм скосы.
Барбеты главного калибра имели разную толщину по высоте и расположению башен. Над главной палубой внешние и наружные стороны барбетов концевых башен и наружные стороны бортовых башен в секторе 180° имели толщину 279 мм. Внутренние части барбетов имели толщину 203 мм. Барбет средней башни со всех сторон имел толщину 203 мм. Между верхней и нижней палубами толщина барбетов была 102 мм. Башни имели лоб и боковые стенки 279-мм толщины, 76-мм крышу и 330-мм тыл. Для ускорения работ для «Дредноута» были использованы башни «Лорда Нельсона» и «Агамемнона», из-за чего пришлось уменьшать толщину плит с 305 до 279 мм.
Носовая боевая рубка имела крышу толщиной 51 мм, стенки 279-мм толщины и коммуникационную трубу со стенками толщиной 127 мм. Кормовая была защищена слабее — стенки 203 мм и коммуникационная труба 102 мм, при той же толщине крыши в 51 мм. Центральные посты над боевыми рубками по бортам были зашиты 51-мм плитами, крыша, передние и задние стенки — 25,4-мм.

#### Конструктивная подводная защита
По настоянию главного строителя Филипа Уоттса подводная защита рассчитывалась на противодействие двум попаданиям стандартных на тот момент 457-мм торпед с зарядом в 70 кг тринитротолуола. Сплошная броневая противоторпедная переборка отсутствовала. Погреба главного калибра были защищены броневыми экранами толщиной 51 мм. Экраны простирались от нижней броневой палубы до внутреннего дна.
Для локализации действия подводного взрыва подводное пространство корпуса было разделено продольными и поперечными переборками на значительное количество отсеков. Жизненно важные части корабля защищались двумя продольными переборками, пространство между которыми использовалось для хранения угля. Внутренняя переборка при этом отстояла от борта на 5 м. Единственными водонепроницаемыми являлись шесть продольных переборок. В них до высоты средней палубы не было никаких отверстий, люков и т. п. Каждый крупный внутренний отсек имел свою систему вентиляции и осушения. Для ликвидации крена при повреждениях на корабле была предусмотрена система контрзатопления отсеков под верхней палубой.

### Энергетическая установка
1 — главный паропровод;
2 — подача пара в машинное отделение;
3 — коллектор;
4 — трубки сбора пара;
5 — тонкие трубки;
6 — теплоизоляция;
7 — система подъёма шлака;
8 — колосниковая решётка;
9 — футеровка;
10 — поддон для сбора шлака;
11 — толстые трубки;
12 — дверцы топки;
13 — запас пресной воды для котлов;
14 — шлюз для подачи угля из угольных бункеров через продольную водонепроницаемую переборку;
15 — перегородка для поворота горячих газов;
16 — лючки для доступа к трубкам;
17 — технологический люк;
18 — вода в коллекторе;
19 — система сбора загрязняющих веществ (нефти) с поверхности воды;
20 — пластина по поверхности воды для снижения её расплёскивания при качке;
21 — форсунки пополнения уровня воды в коллекторе.
Паром энергетическую установку «Дредноута» обеспечивали 18 котлов «Бабкок и Вилькокс» с номинальным давлением пара 250 psi (17,58 атм). Давление на входе в турбины при этом понижалось до 185 psi (13 атм). Каждый котёл оснащался шестью форсунками для впрыска нефти с максимальной производительностью 960 фунтов в час при давлении в 150 psi (10,54 атм). Суммарная поверхность нагрева 5146,8 м², суммарная площадь колосниковых решёток 148,55 м². Конструктивно котёл имел трубки разного диаметра. Основными нагревательными элементами являлись трубки малого диаметра, а выше и ниже них располагались трубки большого диаметра. Котлы были объединены боковыми сторонами в секции по шесть котлов в каждой. Секции располагалась поперёк корабля, из-за этого крайние котлы имели несколько меньшую площадь колосниковой решётки. В каждом из трёх котельных отделений находилось по две секции котлов, топками друг к другу.
Для обеспечения требований высокой максимальной скорости на «Дредноуте» были установлены два комплекта турбин Парсонса с прямым приводом на четыре вала. Машинная установка располагалась в двух отсеках, разделённых продольной переборкой в диаметральной плоскости. В каждом отсеке размещался один комплект турбин, в который входили турбины высокого давления и турбины низкого давления. Турбины низкого давления приводили во вращение внутреннюю пару валов, а высокого — внешнюю. На каждом валу находилась по две турбины — заднего и переднего хода. Суммарная мощность турбин переднего хода составляла 23 000 л. с., что обеспечивало теоретическую максимальную скорость в 21 узел.
1 — внешний вал;
2 — патрубок подачи пара от турбины высокого давления (ТВД) заднего хода на турбину низкого давления (ТНД) заднего хода;
3 — ТВД заднего хода;
4 — думмис (неподвижное кольцо, компенсирующее осевую нагрузку пара на ротор турбины);
5 — несущий подшипник;
6 — ТВД переднего хода;
7 — внутренний вал;
8 — патрубок для подачи пара на ТВД переднего хода;
9 — блок упорного подшипника;
10 — патрубок для подачи пара на ТВД переднего хода;
11 — магистраль подачи пара из котельных отделений;
12 — вентиль управления подачей пара на турбины заднего хода;
13 — вентиль управления подачей пара на турбины переднего хода;
14 — вентиль управления подачей пара на крейсерскую турбину;
15 — патрубок для подачи пара на крейсерскую турбину;
16 — главный пароконденсатор;
17 — патрубок для подачи пара от ТНД на пароконденсатор;
18 — ТНД заднего хода;
19 — ТНД переднего хода;
20 — патрубок подачи пара от ТВД переднего хода на ТНД переднего хода;
21 — патрубок подачи пара от крейсерской турбины на ТВД переднего хода;
22 — крейсерская турбина.
Недостатком прямоприводных турбин было то, что они были оптимальны только для одного режима, и таковым выбирался режим полного хода. Это приводило к повышенному расходу топлива на крейсерских ходах. Для компенсации этого эффекта на внутренних валах были смонтированы турбины крейсерского хода суммарной мощностью 6000 л. с., что обеспечивало экономическую скорость в 14 узлов. Пар вначале подавался на крейсерские турбины, затем на турбины высокого давления, после направлялся на турбины низкого давления и в конечном счёте в пароконденсатор.
Однако на практике использование крейсерских турбин привело к неожиданным проблемам. Эти турбины использовались только на крейсерских ходах и отключались на полном ходу. Неравномерность нагрузок на эти турбины из-за постоянного нагрева/остывания привело к разрушениям лопаток турбин на второй и третьей ступени. В дальнейшем корпус турбины также дал трещину, и при движениях на полном ходу из-за потери герметичности на крейсерских турбинах были потери пара. В конечном счёте обнаружилось, что за счёт подбора режимов силовой установки расход топлива без использования этих турбин находился на приемлемом уровне. Поэтому от использования крейсерских турбин отказались, и отключённые от валов турбины до конца карьеры корабля возили «мёртвым грузом».
Конкурс на поставку главных механизмов был объявлен 18 мая 1905 года, и 24 июня его победителем была объявлена фирма «Виккерс». Контрактная стоимость турбин составила 252 533 фунта стерлингов. При этом фирма «Виккерс», опасаясь сложностей малоизученных механизмов, перепоручила их изготовление фирме Чарлза Парсонса. И турбины были изготовлены на заводе в Уоллсэнде. По конструкции они были сходны с таковыми на эсминцах «Вайпер», «Кобра», «Идэн» и крейсере «Аметист». Основными отличиями являлись лучший доступ при обслуживании и жёсткое соединение турбин с валами, без разобщающих муфт.
По расчётам 21-узловая скорость достигалась при 23 000 л. с. на 320 об/мин. На испытаниях у острова Уайт 6 октября 1906 года во время 6-часовых испытаний была достигнута средняя скорость в 21,05 узла при мощности в 24 712 л. с. и 328 об/мин. На двух участках была зафиксирована скорость в 21,78 узла при 26 728 л. с./334 об/мин и 27 899 л. с./336 об/мин.
На «Дредноуте» были установлены четыре динамо-машины системы «Сименс» суммарной мощностью 410 кВт, вырабатывающие постоянный ток в 1000 А. Привод двух генераторов осуществлялся вспомогательными паровыми машинами. Ещё два, считавшиеся резервными, приводились во вращение дизелями системы «Миррлиз».
Большинство вспомогательных механизмов приводилось электромоторами, за исключением якорного шпиля с гидроприводом. Основная бортовая сеть имела напряжение 100 В. Все четыре генератора были подсоединены к центральному распределительному щиту, и уже от него шла одна магистраль с ответвлениями. Предусматривались и отдельные распределительные щиты малой мощности. Для телефонной сети вместо ампульных батарей использовали преобразователи на 15 В. Кроме прочего оборудования электричество применялось для питания 13 прожекторов, 1342 ламп накаливания мощностью от 16 до 50 свечей, 77 вентиляторов, 7 трюмных и 8 санитарных насосов, 5 лифтов, 8 лебёдок для погрузки угля, кормового шпиля, подъёмников для боезапаса и шлака, двигателей для мастерских, хлебопекарной, ледоделательной и холодильной машин, системы управления огнём, компасов «Сперри».

### Вооружение

#### Главный калибр

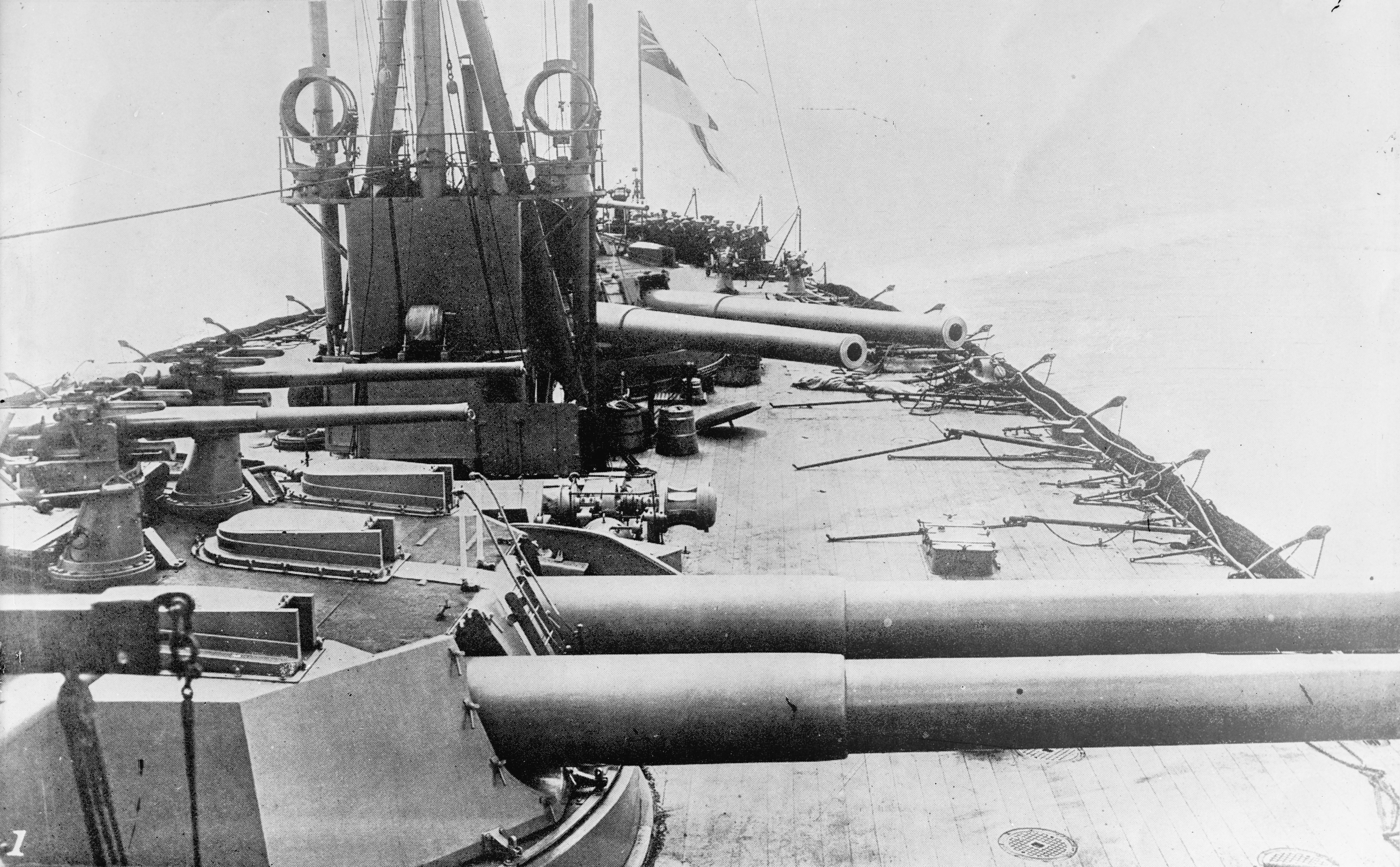
Кормовые башни главного калибра

«Дредноут» был вооружен десятью 305-мм 45-калиберными орудиями Mk X в пяти двухорудийных башнях. Орудия и установки были разработаны для броненосцев типа «Лорд Нельсон». Главный артиллерист флота Джон Джеллико предложил для ускорения постройки «Дредноута» использовать орудийные установки и стволы основного и запасного комплекта «Нельсонов», строившиеся с января 1905 года. Контракт поделили две крупнейшие британские оружейные фирмы. Фирма «Виккерс» получила контракт на производство кормовой и средней башенных установок по цене 69 860 ф. стерлингов за каждую. Фирме «Армстронг» были заказаны носовая и бортовые башни по цене 70 092 ф. стерлингов.
Вес орудия Mk X с затвором составил 58 т. Поверх внутренней нарезной трубы шла вторая (внешняя) труба. Обе трубы изготавливались из легированной никелевой стали. Традиционно для британского флота ствол скреплялся проволочной намоткой. Поверх внешней трубы, от дульного до казённого среза, наматывалась проволока из высокопрочной стали с прочностью на разрыв 150 кг/мм².
Заряжание — картузное. Метательный заряд состоял из двух картузов с кордитом марки MD45 общей массой 117 кг. Затвор — поршневой, системы Велина. 386-кг бронебойному снаряду сообщалась начальная скорость в 830 м/с. Установка обеспечивала максимальный угол подъёма орудий в 13,5°, что давало максимальную дальность в 15 040 м. Первоначально в боезапас входили только бронебойные APC Mark VI и фугасные HE Mark IIa снаряды с баллистическим наконечником с оживалом в два диаметра. В 1915—1916 годах в боекомплект вошли бронебойные APC Mark VIa и полубронебойные Mark VIIa снаряды с оживалом в 4 диаметра, а с 1918 года применялись и бронебойные снаряды Mark VIIa (Greenboy). При стрельбе новыми снарядами максимальная дальность возросла до 17 236 м.
Башни «Дредноута» несколько отличались от башен «Нельсонов». Для облегчения размещения бортовых башен в корпусе был уменьшен диаметр поворотной части башни. Инженеры фирмы «Виккерс» улучшили общую компоновку боевого отделения башни и уменьшили диаметр поворотного стола установки. Благодаря этому уменьшился диаметр опорного барабана и барбета. За счёт уменьшения диаметра барбета удалось увеличить толщину брони в этом районе. Такая же конструкция башни была использована и фирмой «Армстронг».
Боезапас из погребов по центральному поворотному столу подавался в перегрузочное отделение, расположенное непосредственно под боевым отделением. Здесь снаряд и два полузаряда перегружались в тросовый зарядник. По специальным направляющим из углового профиля зарядник поднимался в боевое отделение. При заряжании зарядник скреплялся с казённой частью орудия. Боеприпасы из зарядника выкатывались на откидные лотки, совмещённые с осью орудия и цепным прибойником, закреплённым на качающейся части орудия, досылались в камору. При закрытии затвора зарядник рассоединялся с качающейся частью орудия и уходил вниз. Такая схема позволяла производить заряжание при любом угле подъёма орудия.
«Дредноут» мог вести бортовой огонь из восьми орудий. В кормовом секторе в теории могли вести огонь шесть орудий, в носовом — четыре. На основании расчётов были высказаны опасения, что при стрельбе бортовыми башнями вблизи диаметральной плоскости надстройкам и верхней палубе будут наноситься значительные разрушения, однако сведений о том, были ли эти опасения проверены практикой, нет. Также опасения вызывали значительные нагрузки на корпус при бортовой стрельбе из восьми орудий. Были усилены конструкции, подкрепляющие жёсткие барабаны башенных установок. Опасения были развеяны по результатам испытаний главной артиллерии, прошедших 18 октября 1906 года у острова Уайт. По итогу многолетней эксплуатации главный калибр «Дредноута» проявил себя исключительно надёжным — за всё время не было ни одного серьёзного отказа или поломки.

#### Противоминная артиллерия

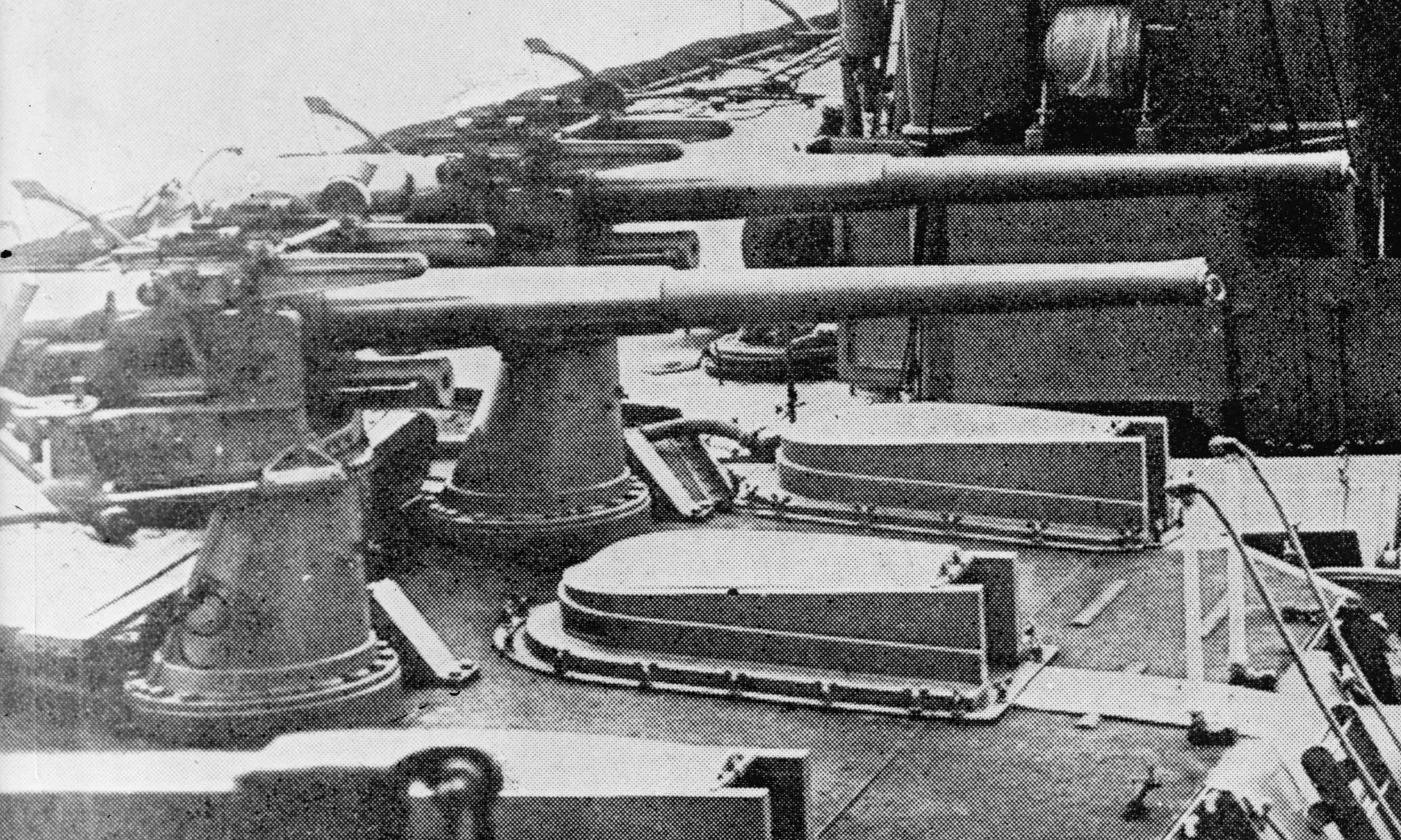
76-мм орудия, установленные на кормовых башнях главного калибра

Противоминная артиллерия «Дредноута» состояла из 27 76-мм орудий 18 cwt QF Mark I в установках Mark PIV, также разрабатывавшихся для «Лорда Нельсона». Орудие имело длину ствола в 50 калибров и весило 915 кг. Снаряду весом 5,5 кг сообщалась скорость в 800 м/с. Выбор 76-мм орудия единодушно подвергался резкой критике. Такого орудия было явно недостаточно для поражений современных эсминцев, и в лучшем случае можно было рассчитывать на срыв их выхода на рубеж атаки.
Откровенно неудачным было и расположение орудий. Их не смогли разместить все в узкой надстройке. Да и комитет стремился получить как можно большие сектора обстрела и распределить орудия на как можно большей площади, чтобы уменьшить риск их одновременного выхода из строя. Двенадцать орудий было размещено в надстройке. Семь орудий установили на крышах башен — по два на бортовых и по одному на остальных. Оставшиеся восемь разместили на съёмных станках на палубе полубака и юта. Установки на башнях использовались и как тренировочные при проведении учебных стрельб главным калибром.
Палубные установки размещались в районе действия дульных газов. Штатно они хранились в разобранном виде и устанавливаться должны были только перед применением. Поэтому в процессе эксплуатации эти орудия редко находились на своих местах. Уже в начале службы три орудия с полубака были перенесены на крыши башен, находившихся в диаметральной плоскости. В декабре 1907 года последнее оставшееся на носу орудие и два кормовых вообще сняли, уменьшив общее число орудий до 24. При последующей эксплуатации количество 76-мм орудий было уменьшено ещё больше.

#### Зенитное вооружение
В 1915 году на юте были установлены два зенитных 6-фунтовых 57-мм орудия Mk 1C. Но в 1916 году их заменили на два зенитных 76-мм орудия. По описаниям, в конце войны на «Дредноуте» стояли четыре 12-фунтовых зенитных орудия, по всей видимости, речь идёт о 76-мм зенитных орудиях.
| Орудие                                 | 12″/45 Mark X                  | 12″/45 Mark X                   | 3″/45 QF Mark I      | 3″/45 20cwt QF HA Mark I | 57-мм Гочкиса QF Mark I |
| -------------------------------------- | ------------------------------ | ------------------------------- | -------------------- | ------------------------ | ----------------------- |
| Год разработки                         | 1904                           | 1904                            | ?                    | 1910                     | 1884                    |
| Калибр, мм                             | 305                            | 305                             | 76                   | 76                       | 47                      |
| Длина ствола, калибров                 | 45                             | 45                              | 50                   | 45                       | 40                      |
| Масса орудия, кг                       | 58 626                         | 58 626                          | 1000                 | 1020                     | 240                     |
| Скорострельность, в/мин                | 1,5                            | 1,5                             | 15                   | 12—14                    | 20                      |
| Установка                              | BVIII, BIX, BX                 | BVIII, BIX, BX                  | PIV                  | ?                        | ?                       |
| Углы склонения                         | −3°/+13,5°                     | −3°/+13,5°                      | −10°/+20°            | −10°/+90°                | /+60°?                  |
| Тип заряжания                          | картузное                      | картузное                       | раздельно- гильзовое | унитарное                | унитарное               |
| Тип снаряда                            | полубронебойный Mark VI (2crh) | полубронебойный Mark VIa (4crh) | фугасный             | фугасный                 | фугасный                |
| Вес снаряда, кг                        | 386                            | 389,8                           | 5,67                 | 5,67                     | 2,72                    |
| Вес и тип метательного заряда          | 117 кг MD45                    | 117 кг MD45                     | 1,25 кг MD11         | 0,96 кг MD               | 0,11 кг CT              |
| Начальная скорость, м/с                | 831                            | 831                             | 792                  | 762                      | 538                     |
| Максимальная дальность, м              | 15 040                         | 17 236                          | 8500                 | 11 810                   | 7955                    |
| Досягаемость по высоте максимальная, м | —                              | —                               | —                    | 7680                     | 3050                    |
| Эффективная, м                         | —                              | —                               | —                    | 4790                     | 1100                    |

#### Торпедное вооружение
«Дредноут» был вооружён пятью подводными 457-мм торпедными аппаратами. На «Дредноуте» впервые были установлены аппараты модели «B». Брус, который выдвигался из аппарата при выстреле и препятствовал заклиниванию торпеды при стрельбе на ходу, имел электрический привод вместо гидравлического. Кормовой торпедный аппарат, не имевший этого бруса, был демонтирован в 1917 году. Кормовой отсек для хранения боевых частей торпед был переделан под погреб для зенитных орудий, а в 1918 году весь кормовой торпедный отсек использовался для хранения зенитных выстрелов.

#### Авиационное вооружение
В 1918 году по примеру остальных линейных кораблей планировалось установить на башнях «A» и «Y» платформы для запуска колёсных самолётов, но в связи с окончанием войны запланированную модернизацию отменили.

### Система управления огнём
«Дредноут» создавался для ведения залповой стрельбы главным калибром, однако при строительстве так и не получил централизованную систему управления стрельбой. Система управления находилась в разработке и была доведена до работоспособного состояния только к 1914 году. В этих условиях приборы управления стрельбой на «Дредноуте» постоянно совершенствовались и дополнялись новыми. В общем случае задачей системы управления стрельбой является выработка углов наведения орудий. Вертикальный угол наведения (прицел) зависит от дальности стрельбы, а горизонтальный угол наведения (целик) соответствует пеленгу на цель. Так как цель подвижна, за время полёта снаряда на больших дистанциях необходимо учитывать временно́е изменение расстояния (ВИР) и временно́е изменение пеленга (ВИП). С учётом ВИР и ВИП прицеливание осуществляется в точку упреждения.

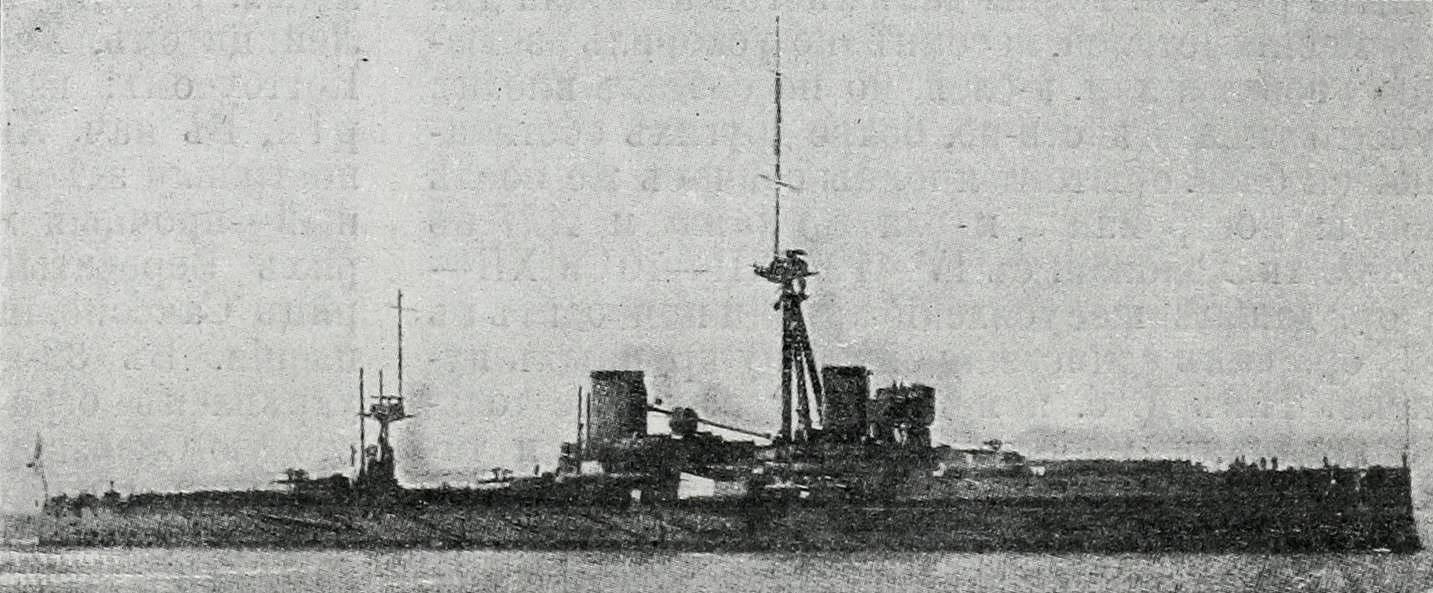
Фото из статьи «Дреднаут»
(«Военная энциклопедия Сытина»)

В первом варианте системы управления стрельбой «Дредноута» пеленг на цель задавался визиром, расположенным в корректировочном посту на фор-марсе, предварительная дальность до цели определялась дальномерным постом на крыше сигнальной рубки. Дальность уточнялась артиллерийским офицером путём пристрелки. Данные по дальности и пеленгу выдавались в центральный (расположенный на средней палубе) и резервный артиллерийские посты. В артиллерийском посту дальность по таблицам стрельбы преобразовывалась в угол вертикального наведения. Для передачи этого сигнала в башни существовали приборы фирмы «Виккерс». В так называемые задающие приборы заносились углы вертикального и горизонтального наведения. Эти данные передавались в принимающие приборы в башнях. В башнях имелись стрелки, показывавшие текущие углы поворота башен и вертикального наведения орудий. Задачей наводчика было совместить стрелки. После того, как все орудия корабля получали одинаковые углы наведения, осуществлялся залп.
На дальномерном посту стоял 9-футовый дальномер (база 2,74 м). Главный и резервный посты находились на средней палубе, выше главного пояса. В 1908—1909 году, по предложению командира «Дредноута» Бэкона, центральный пост был перенесён на палубу ниже, под защиту брони. Первоначально для возможности ведения групповой стрельбы на топах мачт стояли указатели дистанции до цели для соседних кораблей, однако их демонтировали к 1910—1911 году. В течение 1912—1913 года башни были оборудованы для возможности ведения индивидуальной стрельбы, а башни «A» и «Y» оборудованы в качестве резервных постов управления стрельбой. Приблизительно в это время в башне «A» и на компасном посту были установлены 9-футовые дальномеры, а в корректировочном посту на фор-марсе установлен гиростабилизированный дальномер Арго.
На момент внедрения во флоте приборов управления централизованной стрельбы «Дредноут» уже относился к устаревшим кораблям, оснащение которых этой техникой шло в последнюю очередь. Директор централизованного управления стрельбой на фор-марсе и столик Дрейера модели Mark 1 в центральном посту управления «Дредноут» получил только к маю 1916 года. От директора в центральный пост поступала информация о пеленге, дистанции до цели и её курсе, данные о погрешностях прицеливания. Из навигационного поста поступала информация о собственном курсе и скорости. Также учитывались данные о направлении и скорости ветра. Столик Дрейера представлял собой аналог механического компьютера, с помощью которого производился расчёт необходимых углов вертикального и горизонтального наведения. В 1918 году была установлена система Гендерсона. Эта система представляла собой прибор с гироскопом. Наводчик замыкал цепь стрельбы. Когда корабль при качке находился в вертикальном положении, прибор автоматически срабатывал, и производился залп.
76-мм орудия были разделены на несколько групп. Стрельбой каждой группы управлял офицер, находившийся на одном из постов на топах мачт. По телефону он передавал данные об углах наводки непосредственно на орудия. Система была простой и показала себя достаточно эффективной.

## Основные модификации
1908—1909
Центральный артиллерийский пост перенесён со средней на нижнюю палубу. На его месте установлен штурманский пост.
1912—1913
Офицерские посты в башнях ГК оборудованы коротковолновыми приёмо-передатчиками. Башни «A» и «Y» оборудованы в качестве резервных постов управления артогнём.
30 апреля 1913 года
В башне «A» установлен 9-футовый дальномер с передачей сигнала в систему управления. 9-футовый дальномер F.Q. 2 установлен на компасной платформе.
2 апреля 1914 года
На фор-марсе установлена система сигнальных огней (англ. Evershed Bearing Indicator).
7 июня 1915 года
Фор-марс перестроен под установку директора управления артиллерийским огнём. На распорках фок-мачты установлена платформа для 36-дюймовых прожекторов. 9-футовые дальномеры F.T. 8 установлены в башнях «P», «Q», «X» и «Y», во все башни ГК установлены визиры. Убраны крылья мостика. Начата установка системы удалённого управления боевыми прожекторами. 76-мм орудия сняты с крыши башни «A» и установлены на квартердеке. На юте установлены два 57-мм зенитных орудия. Снят кормовой пост управления, размещавшийся на крыше сигнальной рубки.
Середина 1916 года (во время ремонтов с 24 апреля по 25 мая 1916 года)
Сняты противоторпедные сети. На фор-марсе установлен директор управления стрельбой главного калибра, в центральном артиллерийском посту установлен столик Дрейера модели Mark I.
Конец 1916 года
57-мм зенитные орудия заменены на два 76-мм зенитных орудия.
27 января 1917 года
Поверх 25-мм брони средней палубы над погребами настелен дополнительный 19-мм слой брони.
19 августа 1917 года
В дверях погребов установлены пламенепроницаемые люки. Четыре 36-дюймовых прожектора перенесены на площадку на верхушке кормовой мачты, под ней устроен пост управления. Снят кормовой торпедный аппарат. Верхний погреб 76-мм орудий переделан в пост управления. Установки двух 76-мм орудий на юте переделаны в зенитные. Индикаторы пеленга установлены на 76-мм зенитные орудия. Начата подготовка к установке системы управления стрельбой Гендерсона и гирокомпасов Сперри.
1917
Шкалы углов поворота нанесены на барбетах башен «A» и «Y».
1917—1918
С мостика убран семафор.
31 декабря 1918 года
Начаты, но не закончены следующие работы. Установка экранов против ветра на директор управления стрельбой. Установка открытых смотровых люков на башни. Замена в башне «A» дальномера F.T. 8 на 9-футовый F.T. 24. Завершение установки системы управления стрельбой Гендерсона и гироскопов Сперри. Сдвижка дальномера Арго в задний край площадки на фор-марсе. Очистка пространства для свободного поворота платформ для взлёта колёсных самолётов на башнях «A» и «Y». Установка новых 36-дюймовых прожекторов.

## Строительство
Постройку «Дредноута» поручили Королевской верфи в Портсмуте, строившей корабли быстрее других королевских верфей. В то время королевские верфи строили быстрее и с лучшим соблюдением весовой дисциплины, нежели частные верфи. 23 декабря 1904 года главным конструктором верфи на смену Гарду был назначен Митчелл, в дальнейшем внёсший свой вклад в ускорение постройки «Дредноута». Общая контрактная стоимость постройки корабля оставила 1 672 483 фунта стерлингов, орудий — 113 200 фунтов стерлингов.
|  |  |  |

Официально «Дредноут» был заложен 2 октября 1905 года. Фактически же заготовительные работы начались в первых числах мая 1905 года. На момент закладки огромная часть раскроенного листового материала находилась на стапеле. Под непосредственным руководством Фишера были приняты организационные меры, позволившие добиться очень высокого темпа работ. К официальной дате закладки на строительстве уже работало 1100 человек. Трудовая неделя рабочих длилась шесть дней с 6 утра до 6 вечера. Был организован своевременный подвоз материалов. 2 октября 1905 года на стапеле, окружённом лесами и полноповоротными кранами, уже стоял остов будущего корабля — коробчатая килевая балка, части наружной обшивки, днищевые и скуловые стрингеры, выведены флорные и бракетные шпангоуты до уровня нижнего шельфа броневого пояса — около 7,5 м. В кормовой части были установлены две внутренние поперечные переборки.
После официальной даты закладки число работающих было доведено до 3 тыс. человек. Фишер настаивал на организации второй смены, но в таком случае пришлось бы собрать на стапеле 6 тыс. человек из 8 тыс., работавших на верфи. Это заставило бы остановить прочие строительные и ремонтные работы, и потому от этой затеи отказались. Для упрощения заготовительных операций ещё на этапе подготовки рабочих чертежей было значительно уменьшено количество типоразмеров стальных профилей. Количество толщин стальных листов также было сведено до минимума. Принятых мер оказалось достаточно, чтобы установить не побитый до сегодняшнего дня рекорд темпов постройки крупного корабля. 10 февраля 1906 года «Дредноут» был спущен на воду. Церемонию проводил король Эдуард VII. А уже 3 октября 1906 года корабль вошёл в строй. Таким образом, официально срок его постройки составил один год и один день.
Если считать от даты укладки первого листа на стапель — от мая 1905 года — до декабря 1906 года, когда была завершена подготовка «Дредноута» к атлантическому походу, получится 20 месяцев. А если считать до даты ввода в строй как боевой единицы, то и все 23. Но даже этот срок является выдающимся результатом, учитывая количество применённых на корабле принципиально новых решений.

## Испытательный поход
Ещё 2 июля 1906 года на корабль был назначен его командир — кэптен Реджинальд Бэкон, ранее бывший членом комитета по созданию нового линкора. В октябре — ноябре 1906 года «Дредноут» прошёл испытания на работу машин, на мореходность и управляемость. Корабль стали готовить к большому походу в Атлантику, главной целью которого была проверка основных качеств паротурбинного боевого корабля. В декабре 1906 года завершили доделочные работы и набрали полный штат экипажа. В канун Нового года «Дредноут» прошёл докование.
5 января 1907 года, после погрузки всех припасов, корабль вышел из Портсмута. Его курс лежал на Эрозабей в Испании. После этого линкор направился в Гибралтар, где пополнил запасы, после чего вышел в Средиземное море. Обогнув Сардинию, «Дредноут» миновал Гибралтар и отправился на Тринидад. 3430 миль от Гибралтара до Тринидада линкор прошёл со средней скоростью 17 узлов, прибыв в место назначения 5 февраля 1907 года.
Расположенная на Тринидаде огромная закрытая бухта была выбрана для проведения испытаний скоростных и маневренных качеств линкора и проведений артиллерийской стрельбы. Базируясь на Порт-оф-Спейн, «Дредноут» провёл шесть недель в непрерывных испытаниях и учениях. Кроме различных манёвров, тренировки орудийных расчётов и проведения стрельб, были проведены прожекторные учения, занятия по установке и уборке противоторпедных сетей и многое другое. Обратный переход в Англию прошёл с 18 по 23 марта, было преодолено 3980 миль со средней скоростью в 17 узлов. При этом скорость была вынужденно ограничена из-за повреждения левого руля.
После похода Бэкон представил доклад Адмиралтейству. Был предложен ряд усовершенствований, в том числе установка более сильных моторов на угольные лебёдки, но в целом он охарактеризовал «Дредноут» как исключительно удачный проект. Турбинная установка без серьёзных поломок выдержала поход в 10 000 миль. Традиционная установка с поршневыми машинами если бы и выдержала подобный поход, то потребовала бы полной переборки механизмов.
Весной 1907 года Фишер представил новейший линкор членам парламента, делегациям общественных организаций и прессе. Это был звёздный час «Дредноута» — все газеты были заполнены хвалебными отзывами, а от желающих посетить корабль не было отбоя.

## Командиры корабля
- с 2 июля 1906 года — кэптен Реджинальд Бэкон[73]
- с 12 августа 1907 года кэптен Чарльз Мэдден[англ.] Чарльз Мэдден (англ. Charles Edward Madden, First Baronet)[73]
- с 1 декабря 1908 года по 24 февраля 1909 года — кэптен Чарльз де Бартоломе (англ. Charles Martin-de-Bartolomé)[прим. 6][прим. 7]
- с 1 декабря 1908 года — кэптен Арчибальд Мур (англ. Archibald Gordon Henry Wilson Moore)[74]
- с 30 июля 1909 года — кэптен Герберт Ричмонд[англ.] (англ. Herbert William Richmond)[прим. 8]
- с 28 марта 1911 года — кэптен Сидни Фремантл (англ. Sydney Robert Fremantle)[прим. 9]
- с 19 декабря 1912 года — кэптен Вилмот Николсон (англ. Wilmot Stuart Nicholson)[75][прим. 10]
- с 10 июня 1914 года — кэптен Вильям Алдерсон (англ. William John Standly Alderson)[76][прим. 11]
- с 19 июля 1916 года — кэптен Джон Макклинток (англ. John William Leopold McClintock)[прим. 12]
- с 1 декабря 1916 года — кэптен Артур Д’Аэт (англ. Arthur Cloudesly Shovel Hughes D'Aeth)[прим. 13]
- с января 1918 года — кэптен Томас Вардл (англ. Thomas Erskine Wardle)[прим. 14]
- с 20 апреля 1918 года по 5 октября 1918 года — кэптен Маурицио Фитцморис (англ. Maurice Swynfen Fitzmaurice)[прим. 15]
- с 25 февраля 1919 года по 31 марта 1920 года — кэптен Роберт Коппингер (англ. Robert Henry Coppinger)[прим. 16]

## Служба
После возвращения из испытательного похода «Дредноут» был включён в недавно образованный Флот метрополии. Став флагманом Морской дивизии, «Дредноут» оставался им до 1911 года, после чего числился рядовым кораблём первой дивизии линкоров. Большая часть службы линкора проходила в водах Англии. Исключениями были несколько больших манёвров флота у атлантического побережья Испании и краткие походы в Средиземное море в 1907 и 1913 годах.

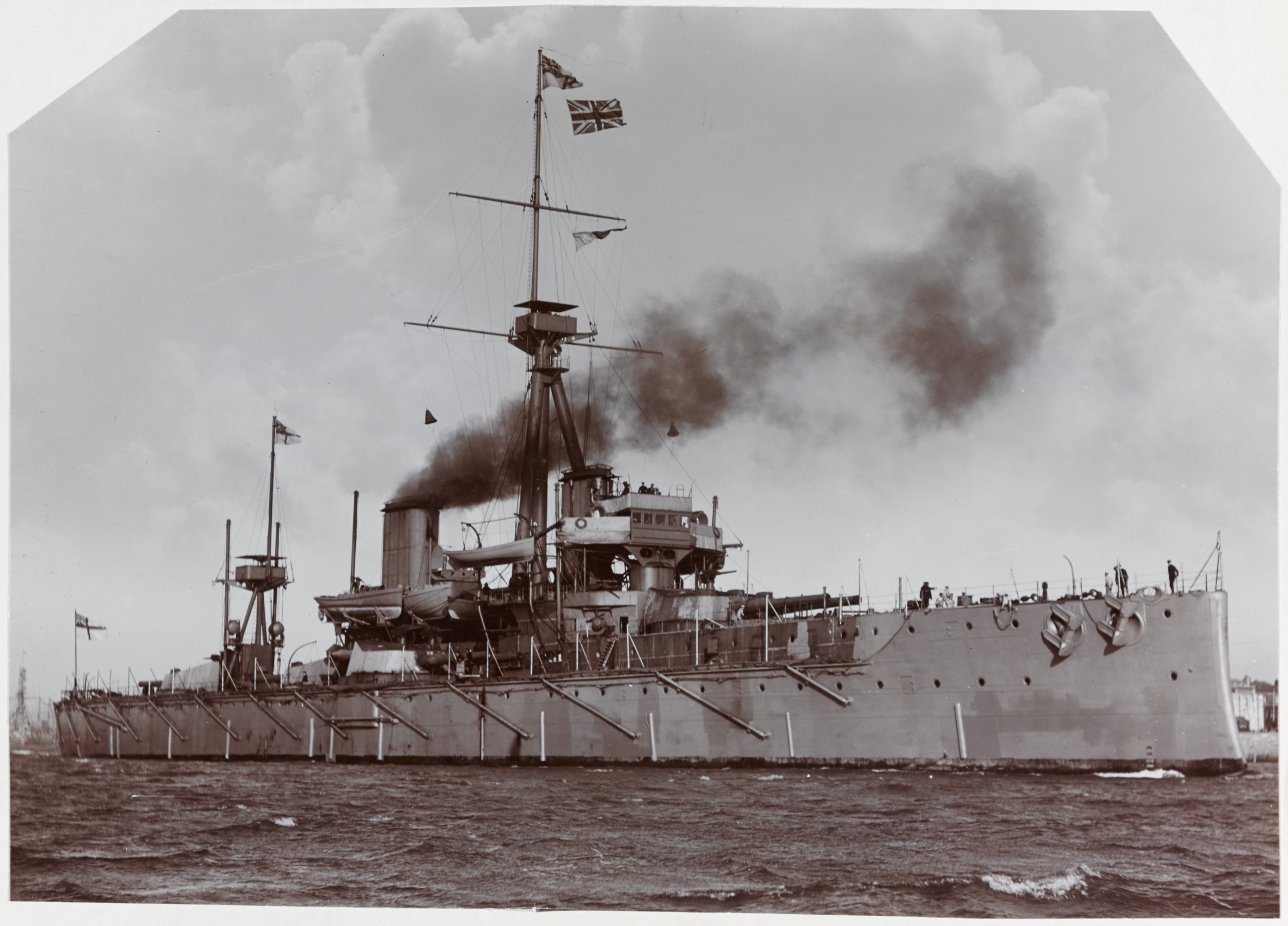
HMS Dreadnought в 1906 году

В конце 1914 года, после реорганизации флота, «Дредноут» стал флагманом 4-й линейной эскадры. Период с августа 1914 по июль 1916 года он провёл в составе этой эскадры. В годы войны служба линкора не изобиловала боевыми эпизодами. Единственный случай отличиться представился линкору 18 марта 1915 года. После отработки совместного маневрирования с Гранд-Флитом «Дредноут» возвращался на резервную базу в Кромарти. В 12:28, когда «Дредноут» уже довольно далеко отошёл от основных сил Гранд-Флита, лейтенант Пирси заметил на расстоянии около 8 кбт перископ подводной лодки. Линкор развернулся на лодку и увеличил скорость до 17,5 узлов. На субмарине, по всей видимости, «Дредноут» не заметили. С расстояния 3 кбт по лодке был открыт огонь из 76-мм орудий, но безуспешно. В 12:35 лодка все ещё шла прежним курсом, и «Дредноут» пошёл на таран. Удар форштевнем «Дредноута» пришёлся в корму лодки по правому борту. На мгновение носовая часть лодки показалась из воды, и англичанам удалось разобрать её номер — «U-29». За успешный манёвр линкор получил благодарность командующего Гранд-Флитом адмирала Джеллико. Подводная лодка «U-29» пошла на дно со всем экипажем. Её командиром был ас-подводник Отто Веддиген, ранее командовавший подлодкой «U-9», в начале войны потопившей за один день три британских броненосных крейсера — «Абукир», «Хог», «Кресси», также 15 октября 1914 года «U-9» под командованием Веддигена потопила четвёртый британский крейсер «Хоук».
В мае 1916 года, во время Ютландского сражения, «Дредноут» находился в ремонте и потому лишился шанса открыть огонь по врагу. В июле 1916 года «Дредноут» был отослан на юг для усиления 3-й линейной эскадры, базировавшейся на Ширнесс. В мае 1918 года линкор был возвращён в Скапа-флоу в свою эскадру. В конце 1918 года «Дредноут» находился в ремонте. На нём, как и на остальных британских линкорах, планировалось установить на концевых башнях платформы для взлёта самолётов, однако в связи с окончанием войны все работы были прекращены.
12 января 1919 года «Дредноут» выведен в резерв, после чего находился в Розайте. С 25 февраля использовался как тендер при линкоре «Геркулес». 31 марта 1920 года включён в список кораблей на продажу и переведён на верфь. 9 мая 1921 года продан на слом фирме «T. W. Ward» за 447 500 фунтов стерлингов. 2 января 1923 года переведён в Инверкитинг, где и разобран на металл.

## Оценка проекта
При проектировании «Дредноута» кораблестроители были связаны жёстким ограничением на рост водоизмещения. Лорд Фишер, желая продемонстрировать преимущества его концепции линейного корабля, стремился показать, что эти преимущества основаны не на простом увеличении размеров корабля, но на качественно новом подходе к проектированию. Ввиду этого рост стоимости и водоизмещения «Дредноута» укладывался в рамки наблюдавшегося типичного роста этих параметров у ранее строившихся серий британских броненосцев. Так, корабли типа «Кинг Эдуард VII» имели водоизмещение 16 350 т и стоимость 1 475 075 £, «Лорд Нельсон» — 16 500 т (рост 1,5 %) и 1 651 339 £ (рост 12 %), а «Дредноут» — 17 900 т (рост 8 %) и 1 783 883 £ (рост 8 %). Линейный корабль как таковой представляет собой результат баланса вооружения, защиты и скорости. Из-за ограничения водоизмещения конструкторам «Дредноута» пришлось в первую очередь усилить вооружение и повысить скорость, пожертвовав ростом защиты.

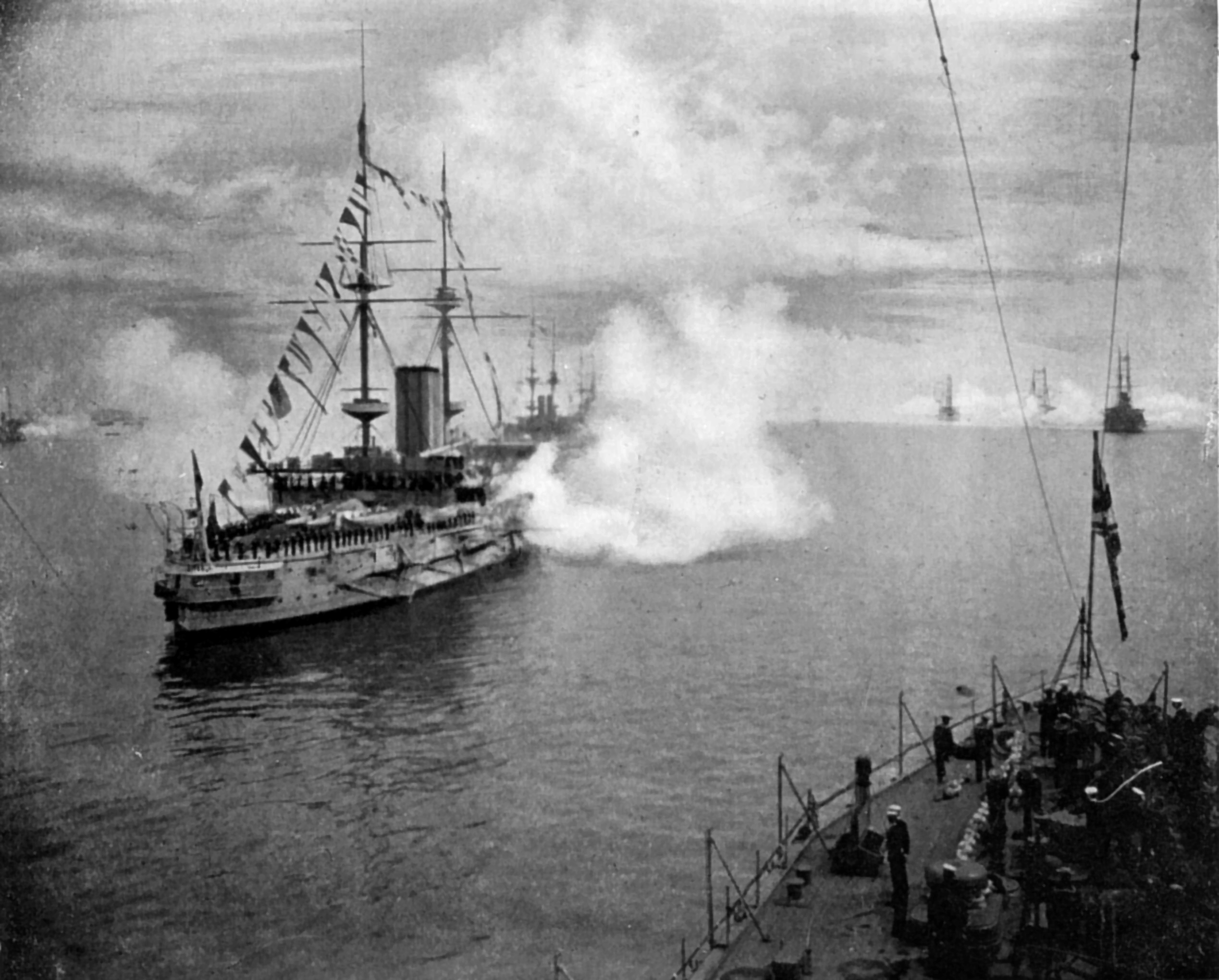
HMS Dreadnought в 1907 году

Принципиальным отличием проекта «Дредноута» от предыдущих проектов броненосцев стала артиллерия. На корабле, вполне сравнимом по водоизмещению с классическими эскадренными броненосцами, удалось разместить десять 305-мм орудий. В то время броненосцы Великобритании и других стран несли только четыре тяжёлых орудия и орудия промежуточного калибра. Сами по себе орудия «Дредноута» не представляли собой чего-то выдающегося. Это были такие же 45-калиберные орудия, как и на последних британских броненосцах типа «Лорд Нельсон». Главным же было то, что в бортовом залпе «Дредноута» участвовало 8 орудий — в два раза больше, чем у «Лорда Нельсона».
Откровенно неудачной стороной проекта был противоминный калибр. 76-мм орудия было недостаточно для нанесения существенных повреждений современному эсминцу, и в лучшем случае можно было рассчитывать на срыв выхода его в торпедную атаку. Также неудачным было и размещение орудий. Установленные на палубе орудия сняли ещё на раннем периоде службы. Расположенные на башнях главного калибра вызывали также массу нареканий, поэтому в последующих проектах британских линкоров они были заменены на 102-мм и установлены в надстройках.
Второй «изюминкой» проекта стала высокая скорость и использование турбин. Турбина в сравнении с паровой машиной обладала меньшей экономичностью на крейсерских ходах, однако вместе с тем имела и ряд несомненных преимуществ. При равной мощности турбинная установка имела меньшую массу, меньшую стоимость и требовала для обслуживания меньшее число людей. Применение турбин позволило сэкономить 600 т на массе машинной установки и 1000 т водоизмещения. Кроме того, турбинная энергетическая установка обладала большей надёжностью и меньшей шумностью. В испытательном походе турбинная установка полностью подтвердила свою надёжность. Корабль с поршневыми машинами мог выдержать 7000-мильный поход, однако после него потребовалась бы полная переборка механизмов.
В условиях ограничения роста водоизмещения расход веса на бронирование «Дредноута» шёл по остаточному принципу. И хотя его конструктор Филипп Уоттс доказывал, что защита «Дредноута» за счёт перераспределения брони была эквивалентна защите «Лорда Нельсона», местами она была явно слабее. Критиковался отказ от верхнего броневого пояса. Частично это оправдано тем, что на «Лорде Нельсоне» он защищал систему подачи башен промежуточного калибра. На «Дредноуте» башни главного калибра имели индивидуальную защиту, и надобности в том не было. Но при этом защиты также лишились и дымоходы, что снижало боевую устойчивость линкора. На «Дредноуте» была усилена противоторпедная защита путём установки броневых экранов в районе погребов, но расплатой за это стало снижение толщины главного пояса с 305 до 279 мм. К тому же главный броневой пояс по высоте состоял из двух слоёв плит, и верхний слой плит имел толщину 203 мм. При полной нагрузке 279-мм пояс уходил под воду, и, если бы «Дредноут» вступал в бой сразу после выхода из базы, его борт прикрывали бы всего 203 мм брони. Однако обычно британские линкоры вступали в бой после существенного расхода угля, когда за счёт опорожнения угольных бункеров нижний слой плит выходил из воды. От «Лорда Нельсона»
«Дредноут» унаследовал достаточно странную особенность бронирования района погребов главного калибра. В районе носовой башни главного калибра главный пояс уменьшался до 229 мм. А в районе кормовой башни главный пояс заканчивался на середине барбета, продолжаясь далее поясом всего лишь 102-мм толщины. Это значительно ослабляло защиту погребов концевых башен, при этом экономило всего 15 т брони и вряд ли могло объясняться этим обстоятельством. Такое утоньшение брони главного пояса в районе погребов также было на следующем проекте линкоров типа «Беллерофон» и на первых типах линейных крейсеров, но после уже не повторялось.
«Дредноут» проектировался с учётом всё возрастающих дистанций боя, однако его конструкторы не смогли предусмотреть рост этих дистанций до 60—70 кбт. Защита «Дредноута» явно была рассчитана на настильные траектории огня. На дистанциях в 60—70 кбт и выше, которые стали обычными во время Первой мировой войны, траектория падения снарядов становилась навесной. Недостатками бронирования в такой ситуации становились снижение толщины барбетов за броневым поясом, отсутствие носового траверза и достаточно тонкие броневые палубы. После Ютландского сражения палубы британских линкоров в районе погребов в срочном порядке были усилены дополнительным слоем брони.
«Дредноут» был построен за феноменально короткое время — «за один год и один день» согласно официальной формулировке. Несмотря на то, что этот результат был достигнут благодаря тому, что работы на стапеле были начаты задолго до официальной закладки, истинное время, потраченное на строительство, всё равно было рекордным для такого большого корабля.
Выдающаяся концепция и количество внедрённых на этом корабле новинок, в особенности единый главный калибр и 21-узловая скорость, сделали «Дредноут» эпохальным кораблём. Его конструкция была качественно новой, а его имя стало нарицательным. Все последующие линкоры, построенные по этой концепции, стали именовать «дредноутами».
Вместе с тем само строительство «Дредноута» было подвергнуто критике. Британия, придерживавшаяся «двухдержавного стандарта», обладала самым большим в мире флотом броненосцев. Появление качественно нового корабля сделало морально устаревшими все построенные до этого броненосцы, лишив Британию её преимущества на море. В итоге Британии необходимо было строить линейный флот заново, что давало флоту кайзеровской Германии шанс догнать британский флот по количеству линейных кораблей. В 1900-х годах такое положение вещей привело к бурной гонке морских вооружений. Каждый последующий линкор стремились построить сильнее предыдущего, что перед началом Первой мировой войны привело к появлению «сверхдредноутов» с орудиями калибра 343—381 мм. Но, как правильно замечал лорд Фишер, идея линкора с однокалиберной артиллерией в то время уже витала в воздухе. Итальянец Куниберти предложил свой проект быстроходного линкора, а американцы даже успели заказать свои первые однокалиберные линкоры типа «Мичиган» раньше британцев — в марте 1905 года. Появление кораблей с таким вооружением было лишь делом времени, а Фишер предвосхитил эти события, позволив Британии стать лидером в гонке морских вооружений.
| Сечение по миделю капитальных кораблей, заложенных в 1905—1907 годах | Сечение по миделю капитальных кораблей, заложенных в 1905—1907 годах | Сечение по миделю капитальных кораблей, заложенных в 1905—1907 годах |
| -------------------------------------------------------------------- | -------------------------------------------------------------------- | -------------------------------------------------------------------- |
|                                                                      |                                                                      |                                                                      |
| броненосец «Лорд Нельсон»                                            | линкор «Дредноут»                                                    | линкор «Вестфален» типа «Нассау»                                     |

## Аналоги

### «Саут Кэролайна»
В США линкор с единым калибром артиллерии разрабатывался в то же время, когда британцы проектировали «Дредноут». Конгресс выделил средства на два новых линкора «Саут Кэролайна» и «Мичиган» даже раньше Великобритании — 3 марта 1905 года. Но, в отличие от британского корабля, работы над новым американским проектом велись неспешно. Этап эскизного проектирования в США был завершён 26 июня 1905 года. Детальная проработка велась с июля по ноябрь 1905 года, а чертежи были утверждены 23 ноября 1905 года. Средства на строительство были выделены в рамках 1906 финансового года, заканчивающегося 30 июня 1906 года, однако закладка состоялась только в декабре 1906 года. Таким образом, ко времени вступления в строй пары американских линкоров в Великобритании уже были построены четыре дредноута и три линейных крейсера.
К моменту выделения средств ВМС США не смогли обосновать увеличения водоизмещения, поэтому «Мичиганы» строились с действовавшим для броненосцев лимитом в 16 000 дл. т. Это обстоятельство и предопределило слабость проекта по сравнению с «Дредноутом». «Мичиган» нёс восемь 305-мм орудий против десяти на «Дредноуте». Орудия подобно «британцу» размещались в двухорудийных башнях, однако ради экономии водоизмещения американский конструктор Вашингтон Кэпс расположил их по более выгодной линейно-возвышенной схеме — по две башни в носу и корме, одна с возвышением над другой. Эта схема, в дальнейшем применявшаяся на линкорах, позволила американскому кораблю иметь те же восемь орудий в бортовом залпе, что и у «Дредноута».
Так же, как и на британском линкоре, вспомогательный калибр был представлен 76-мм орудиями. Их эффективность была явно недостаточной, и все последующие американские линкоры получили вспомогательную артиллерию калибра 127 мм.
Ограничение водоизмещения привело к тому, что на линкорах типа «Саут Кэролайна» в некоторых местах толщина брони была уменьшена по сравнению с броненосцами «Коннектикут». Тем не менее, толщина главного броневого пояса составляла те же 279 мм, увеличиваясь в районе погребов до 305 мм. Много внимания было уделено конструктивной подводной защите. Сами американцы считали, что по глубине и однородности, за счёт отказа от бортовых башен, она выглядела более привлекательной, чем на европейских кораблях.
Главным недостатком американского проекта была низкая скорость хода. Американские конструкторы, не имевшие достаточного опыта работы с турбинами и поставленные перед необходимостью втиснуть силовую установку в ограниченный объём, выбрали для нового линкора паровые машины и весьма скромную скорость в 18 узлов (33,3 км/ч). В этих обстоятельствах проект достаточно скромно оценивался европейскими специалистами, а в годы войны «Мичиганы» действовали совместно со старыми броненосцами в домашних водах и не были отправлены в Европу.

### «Нассау»
В Германии к проектированию линкоров с единым калибром приступили позже британцев и американцев. Первый проект линкора с единым калибром (восемь 280-мм орудий) датируется октябрём 1905 года. Ответом на британский «Дредноут» стали четыре линкора типа «Нассау» программы 1906 года. По предварительным расчётам новые германские корабли получались значительно крупнее предыдущих броненосцев типа «Дойчланд». К счастью для Императорского флота, Германия в начале XX века проводила обширную программу развития инфраструктуры — углубление портов и каналов, расширение баз и верфей. Поэтому к началу «дредноутной лихорадки» производственные мощности были готовы к строительству более крупных кораблей. Усилиями военно-морского министра Тирпица значительно выросли фонды, выделяемые на строительство, — каждый линкор типа «Нассау» обошёлся казне в 37 млн рейхсмарок против 23 млн у типа «Дойчланд». Благодаря этим обстоятельствам немецкие конструкторы не были скованы ограничением в водоизмещении, и первый немецкий дредноут оказался крупнее британского на 700 т нормального водоизмещения.
Несмотря на то, что в качестве орудий главного калибра рассматривались и 305-мм орудия, немецкие конструкторы остановили свой выбор на 280-мм. Новые 45-калиберные орудия с новым бронебойным снарядом имели бронепробиваемость у дульного среза в 889 мм стальной плиты, что посчитали достаточным. Учитывая неудовлетворительное качество британских снарядов и большую толщину брони на германских линкорах, немецкие специалисты считали 280-мм орудия «Нассау» эквивалентными 305-мм орудиям «Дредноута».
За счёт меньшего веса немецким инженерам удалось разместить на новом линкоре двенадцать 280-мм орудий в шести двухорудийных башнях. В то время в германском флоте учитывалась возможность «свалки» в бою, поэтому выдвигалось требование обеспечения максимально возможного огня в различных направлениях. Также считалось, что необходимо обеспечить «огневой резерв» — возможность при выводе из строя орудий одного борта использовать неповреждённые орудия другого борта. Поэтому было выбрано гексагональное размещение башен, признанное позднее нерациональным. В итоге бортовой залп германского линкора составлял те же восемь орудий, что и у «Дредноута».
На «Нассау» стояла противоминная артиллерия двух калибров — 150 и 88 мм. И если по опыту войны 88 мм орудия были малоэффективны и представляли собой малополезный груз, то 150-мм орудия оказались лучше, чем 76-мм и 102-мм орудия, приспособлены для отражения торпедных атак и применялись затем на всех последующих дредноутах Германской империи.
Немцы, как и американцы, не рискнули устанавливать на своих дредноутах паровые турбины, оставив паровые машины. Важным обстоятельством, повлиявшим на этот выбор, стало то, что использование паровых машин обеспечивало меньшую длину машинных отделений и большую экономичность силовой установки. Максимальная проектная скорость была установлена в 19 узлов, и по этому показателю немецкий дредноут уступал британскому оппоненту. Основной зоной действия для немецких линкоров должно было стать Северное море, поэтому требования к мореходности были невысокими, высота борта, а следовательно и относительная масса корпуса, были меньше.
Начиная с «Нассау» отличительной чертой германских линкоров становятся сильное бронирование и хорошая конструктивная подводная защита. У «Нассау» главный пояс имел толщину 270 мм, а на последующих кораблях серии его толщина была увеличена до 290 мм. При этом бронирование распределялось по большей площади и имело большую толщину. Понимая опасность торпедно-минного оружия, германские кораблестроители уделили много внимания защите от подводных взрывов. Линкоры получили сплошную противоторпедную переборку из судостроительной стали толщиной 30 мм по всей длине машинно-котельных отделений и развитую систему борьбы за живучесть.
| Закладка                             | 1903                                                            | 1903                                              | 1905                                               | 1905                              | 1906                              | 1907                                            |
| Ввод в строй                         | 1906                                                            | 1906                                              | 1908                                               | 1906                              | 1910                              | 1909                                            |
| Водоизмещение нормальное, т          | 16 256,6                                                        | 13 191                                            | 16 090                                             | 18 400,5                          | 16 256,6                          | 18 873                                          |
| Полное, т                            | 17 983,9                                                        | 14 218                                            | 17 820                                             | 22 195,4                          | 17 983,9                          | 20 535                                          |
| Тип СУ                               | ПМ                                                              | ПМ                                                | ПМ                                                 | ПТ                                | ПМ                                | ПМ                                              |
| Проектная мощность, л. с.            | 16 500                                                          | 16 000                                            | 16 750                                             | 23 000                            | 16 500                            | 22 000                                          |
| Проектная максимальная скорость, уз. | 18                                                              | 18                                                | 18                                                 | 21                                | 18                                | 19                                              |
| Дальность, миль (на скорости, уз.)   | 6620 (10)                                                       | 4800 (10)                                         | ?                                                  | 6620 (10)                         | 5000 (10)                         | 9400 (10)                                       |
| Бронирование, мм                     |                                                                 |                                                   |                                                    |                                   |                                   |                                                 |
| Пояс                                 | 279                                                             | 225 (240)                                         | 305                                                | 279                               | 279 305 в районе погребов         | 270 (290)                                       |
| Верхний пояс                         | 179—152                                                         | 160 (170)                                         | 203                                                | —                                 | —                                 | 160                                             |
| Палуба                               | 38—76                                                           | 40                                                | 25—76                                              | 35—76                             | 38—63                             | 55—80                                           |
| Башни                                | 305                                                             | 280                                               | 305                                                | 279                               | 305                               | 280                                             |
| Барбеты                              | 254                                                             | 280?                                              | 305                                                | 279                               | 254                               | 265                                             |
| Рубка                                | 229                                                             | 300                                               | 305                                                | 279                               | 305                               | 400                                             |
| Схема размещения вооружения          |                                                                 |                                                   |                                                    |                                   |                                   |                                                 |
| Вооружение                           | 2×2 — 305-мм/45 4×2 — 203-мм/45 12×1 — 178-мм 20×1 — 76-мм 4 ТА | 2×2 — 280-мм/40 14×1 — 170-мм/40 20×88-мм/35 6 ТА | 2×2 — 305-мм/45 10×234-мм/50 24×76-мм 2×47-мм 5 ТА | 5×2 — 305-мм/45 27×1 — 76-мм 5 ТА | 4×2 — 305-мм/45 22×1 — 76-мм 2 ТА | 6×2 — 280-мм/45 12×1 — 150-мм 14×1 — 88-мм 6 ТА |

## Комментарии
1. ↑  Директор департамента морской артиллерии и минно-торпедного вооружения.
2. ↑  При работе «враздрай» винты правого борта работают как при переднем ходе, а левого — как при заднем (или наоборот). На малых ходах такой режим работы позволяет легко разворачивать корабль. Турбины в отличие от паровых машин очень долго переключались с переднего на задний ход, и работать ими «враздрай» было практически невозможно.
3. ↑  В англоязычных источниках все толщины даются в дюймах. Они переведены в миллиметры и округлены.
4. ↑  Листовой прокат и почти весь броневой прокат для «Дредноута» поставлялся отмаркированным в весовых величинах. Это облегчало приёмку материала на верфи и соблюдение весовой дисциплины, необходимой для исключения строительной перегрузки. Номинально 1 дюйм брони соответствовал величине 40 lbs/ft² (фунтов на квадратный дюйм). На чертежах эта величина часто обозначалась просто как XXX lbs, где XXX — весовая толщина. С коэффициентом 40 все весовые толщины и переведены в дюймы в англоязычных источниках. Однако фактически это округлённое значение, и 1 дюйму соответствовала величина 40,42 lbs/ft². Броня для главного пояса «Дредноута» маркировалась как 440 lbs/ft². Поэтому реальная толщина пояса «Дредноута» не 11 дюймов, а 10,89 дюйма, или 276,6 мм. Это замечание верно для всей горизонтальной брони и части вертикальной. Единственным исключением из этого правила являлись плиты вертикальной брони с толщиной 6 дюймов (152 мм) и менее — этот прокат маркировался в дюймах. Roberts, Dreadnought, 2001, p. 141.
5. ↑  На платформе размещался либо одноместный колёсный истребитель Sopwith Camel, либо двухместный многоцелевой самолёт Sopwith 1½ Strutter. Перед запуском самолёта башню разворачивали против движения воздуха (сложение векторов движения корабля и ветра). Самолёт мог лишь взлететь с корабля, возможности сесть на корабль он не имел. После выполнения задания самолёт должен был садиться на аэродром. На случай аварийной посадки самолёта на воду пилота могла подобрать шлюпка. Самолёты должны были применяться для борьбы с германскими дирижаблями либо для разведки.
6. ↑  Статья H.M.S. Dreadnought (1906) на сайте The Dreadnought Project Архивная копия от 3 октября 2015 на Wayback Machine со ссылкой на послужной список Бартоломе, ADM 196/43. Архивная копия от 26 января 2022 на Wayback Machine f. 208.
7. ↑  Время службы на «Дредноуте» по источнику пересекается со временем службы кэптена Мура. По поводу Бартоломе стоит лишь невнятная приписка «временно назначен». 24 февраля 1909 года Бартоломе был назначен командиром крейсера «Дрейк».
8. ↑  Статья H.M.S. Dreadnought (1906) на сайте The Dreadnought Project, со ссылкой на послужной список Ричмонда, ADM 196/43. f. 205.
9. ↑  Статья H.M.S. Dreadnought (1906) на сайте The Dreadnought Project, со ссылкой на послужной список Фремантла, ADM 196/42. f. 473.
10. ↑  По данным The Dreadnought Project, со ссылкой на послужной список Николсона, ADM 196/43. f. 239. — не 19, а 17 декабря.
11. ↑  По данным The Dreadnought Project, со ссылкой на послужной список Алдерсона, ADM 196/42. f. 455. — не 10 июня, а 1 июля.
12. ↑  Статья H.M.S. Dreadnought (1906) на сайте The Dreadnought Project, со ссылкой на послужной список Макклинтока, ADM 196/43. f. 459.
13. ↑  Статья H.M.S. Dreadnought (1906) на сайте The Dreadnought Project, со ссылкой на послужной список Д’Аэта, ADM 196/44. f. 50.
14. ↑  Статья H.M.S. Dreadnought (1906) на сайте The Dreadnought Project, со ссылкой на послужной список Вардла, ADM 196/44. f. 245.
15. ↑  Статья H.M.S. Dreadnought (1906) на сайте The Dreadnought Project, со ссылкой на послужной список Фитцмориса, ADM 196/43. f. 289.
16. ↑  Статья H.M.S. Dreadnought (1906) на сайте The Dreadnought Project, со ссылкой на послужной список Коппингера, ADM 196/44. f. 313.
17. ↑  Для кораблей с паровыми машинами дана индикаторная мощность, для «Дредноута» с паровой турбиной — мощность на валах.
18. ↑  У германских кораблей первый корабль в серии имел несколько меньшую толщину бронирования, чем остальные. Цифра в скобках — толщина бронирования для последующих кораблей серии.